# Kino+
Kino+ ist ein wöchentlich erscheinendes Kino-Magazin, das am 14. Februar 2014 startete. Es wird durch Daniel Schröckert von Rocket Beans TV gestaltet und auf Twitch, YouTube und in der Joyn-Mediathek ausgestrahlt. Zur Stammbesetzung gehören Etienne Gardé, Andreas Bardét und Antje Wessels (seit 2018). Wiederkehrende Gäste sind Steven Gätjen, Dominik Porschen, Wolfgang M. Schmitt, Dennis Heinrichs, Gregor Kartsios, Colin Gäbel, Tino Hahn, André Hecker und Simon Krätschmer.

## Inhalt und Aufbau
Was hast du als letztes gesehen?
Zu Beginn jeder Folge wird in der Runde gefragt, was als letztes gesehen wurde. Danach werden diese Filme (oder auch Serien) besprochen.
Kinostarts
Nach einer Einführung mithilfe eines Zusammenschnitts mehrerer im Kino startender Filme der Woche, wird über die Filme ausführlich geredet und Kritiken abgegeben.
News
Die News setzen sich aus einer kurzen Filmsequenz samt Sprecher zusammen, der kurz und knapp einige Filmnews durchgeht. Danach sprechen Daniel Schröckert und seine Gäste die Neuigkeiten durch.
Gewinnspiel, Einsendungen
Bei Gelegenheit werden von Filmverlagen oder Rocketbeans zur Verfügung gestellte Filmpakete oder Event-Tickets verlost. Um eines dieser Pakete gewinnen zu können, müssen die Zuschauer manchmal Aufgaben erledigen und einschicken (Bilder gestalten, Videos drehen, Gedichte und Geschichten schreiben oder ein Musikstück einschicken). In der nächsten Folge werden diese dann von den Anwesenden ausgewertet und die Gewinner bestimmt. Seit ca. 2018 reicht es meistens jedoch einfach einen Link auf der Seite anzuklicken.
Hausaufgaben
In unregelmäßigen Abständen wird eine Hausaufgabe an die Zuschauer aufgegeben, die vom Moderator oder von einem Gast stammt. Die Zuschauer sollen einen bestimmten Film gucken und ihre Kritiken, Meinungen oder Analysen in einem entsprechenden Thread verfassen. In den meisten Fällen wird der Film bzw. die Hausaufgabe zwei Wochen später besprochen und die Beiträge aus der Community vorgelesen.
Trailer
Hier werden die Trailer und Teaser zu den aktuellsten oder kommenden Filmen gezeigt und danach besprochen. Da es sich auch um Filme handelt, die in Deutschland noch nicht erschienen sind, werden die Trailer meist auf Englisch abgespielt.
Billig oder will ich?
Die Gäste beurteilen neue Filmposter.
Stream it/Mediatheken-Tipps
Die Moderatoren und Gäste empfehlen Filme (alte, wie neue), die im auf den bekannten Streaming-Diensten und Mediatheken zu sehen sind.
Screen-shots, Schnellschüsse und Last-Man-Standing.
Spiele, die die Moderatoren manchmal mit der Community und den Gästen spielen (eher in früheren Sendungen).
Spezialsendungen
In unregelmäßigen Abständen werden Spezialsendungen produziert, in denen ein bestimmtes Thema der Filmindustrie, ein Filmgenre, ein Filmfestival etc. besprochen werden. Diese Spezialsendungen werden meistens nicht donnerstags, sondern samstags gesendet.
Stream Castle
Es werden sehenswerte Sendungen vorgestellt, die auf der Streaming-Plattform Disney+ zu sehen sind.
Tease Me
Die Moderatoren schauen sich gemeinsam neue Trailer an (eigene Kurzsendung).
Audioflick
Die Moderatoren gucken LIVE (und/oder später als Aufzeichnung on Demand) mit Gästen einen bestimmten Film. Der Timecode des Films wird eingeblendet, sodass Zuschauer LIVE auf ihrem Fernseher oder Monitor zuhause (also second screen) mit gucken können. Die Moderatoren kommentieren und reden über den Film, ähnlich einem Audiokommentar (vom Regisseur) auf einer Blu-Ray. Nebenbei läuft ein Chat für Zuschauer (Sondersendung).
Oscast
Die Moderatoren schauen sich gemeinsam mit Gästen die Oscarverleihung an. Die Zuschauer können dieses Format live mitverfolgen (Sondersendung).
Mein Schatz
Ein Lieblingsfilm wird vorgestellt (eigene Kurzsendung).

## Produktion und Ausstrahlung
Seit dem Sendestart von Rocket Beans TV (RBTV) werden die Folgen dort erstmals ausgestrahlt. Anschließend zur donnerstäglichen Ausstrahlung wurden die Folgen auf dem YouTube-Kanal des Senders bereitgestellt, seit dem 31. März 2019 werden die Folgen jedoch auf dem eigens für die Sendung konzipierten YouTube-Kanal Kino Plus veröffentlicht. Auf diesem Kanal werden zudem Bonus-Videos, die nicht auf RBTV ausgestrahlt werden, längere Interviews und weiteres hochgeladen.
Nach langer Zeit der Spekulationen, ob Kino+ nach über zwei Jahren und über 100 Folgen überarbeitet werden sollte, wurde dies am 4. August 2016 endgültig von Daniel bestätigt. Für die Umgestaltung ging Kino+ in eine Sommerpause, die am 1. September 2016 endete. Neu bei der „zweiten Staffel“ war vor allem die Umgestaltung des Studios.
Am 10. Juni 2025 wurde in einem Sondervideo eine Überarbeitung des Formats Kino+ angekündigt, um veränderten Sehgewohnheiten und neuen Veröffentlichungsstrategien Rechnung zu tragen. Künftig werden die Besprechungen der wöchentlichen Kinostarts aus den regulären Kino+-Folgen ausgelagert und als eigenständige, kürzere Videos veröffentlicht, die weiterhin jeden Donnerstag erscheinen. In diesen Videos diskutiert eine Besetzung, die die aktuellen Filme jeweils gesehen hat. Die regulären Kino+-Folgen erscheinen nun jeden Samstag und widmen sich allgemeinen Themen der Filmwelt, der Filmkultur sowie thematischen Schwerpunkten, Genrebesprechungen oder freien Assoziationen. Ziel der Umstrukturierung ist es, der klassischen Kino+-Sendung stärker den Charakter eines freien Gesprächs über Kino und Film zu verleihen, ohne strikt vorgegebene Themenpunkte oder Kinostarts abzuarbeiten. In diesem neuen Format sollen auch langjährige Mitglieder des Kino+-Teams, darunter Andreas Bardet und Etienne Gardé, wieder stärker eingebunden werden.

## Ausstattung
Die Studios der Sendung sind in der Regel im Stil eines gemütlichen Wohnzimmers eingerichtet und vermitteln bewusst den Eindruck, als säßen dort Freunde entspannt auf der Couch und unterhielten sich frei über Filme, die sie kürzlich gesehen haben. Zur stimmungsvollen Ausstattung gehören zahlreiche Requisiten, Film-Merchandise, Poster und weitere Objekte aus der Filmkultur, die sowohl auf dem Tisch als auch im Hintergrund zu sehen sind. Im Laufe der Zeit haben sich durch Zusendungen von Zuschauerinnen und Zuschauern immer mehr Fanartikel im Studio angesammelt. Einige dieser Gegenstände haben durch wiederkehrende Interaktionen mit Gästen Kultstatus erlangt, etwa der Volleyball „Wilson“, mit dem regelmäßig gespielt wurde, das Stofftier „Meryl Sheep“ oder ein Plüsch-Godzilla.
Mittlerweile hat Kino+ bereits sieben unterschiedliche Studios bzw. Sets gehabt:
Studio #1: Schwarzer Hintergrund, großer TV-Bildschirm, dunkler Tisch und dunkle Sessel (#01–#06, insgesamt 6 Folgen).
Studio #2: Die Ausstattung blieb im Wesentlichen gleich, wurde jedoch in ein helleres Studio verlegt. Die Wand ist mit einer Tapete versehen, deren Musterung an viktorianischen Damast erinnert. Der TV wurde passend dazu in einen goldfarbenen Stuckrahmen im Barockstil eingefasst (#07–#41, insgesamt 34 Folgen).
Studio #3: Das zuvor dunkel gehaltene Sofa, der Sessel und der Tisch wurden durch hellere Varianten in Weiß- und Beigetönen ersetzt. Das Studio selbst zog aus dem ursprünglichen Kellerraum in einen neuen Raum mit Fenstern und natürlichem Tageslichteinfall. Die Damasttapete sowie der in einen goldfarbenen Stuckrahmen eingefasste Fernseher blieben erhalten, neben einer neuen Fensterwand mit rotem Anstrich. Auch der über die Jahre gewachsene Fundus an Requisiten und Fan-Merchandise wurde übernommen und weiter ergänzt (#42–#123, insgesamt 81 Folgen).
Studio #4: Mit Studio 4 wurde ein neues Set präsentiert, das insgesamt aufgeräumter wirkte, da die Menge an Requisiten und Fan-Merchandise reduziert wurde. Eine Wand wurde mit einer Tapete in Klinkersteinoptik gestaltet, vor der gerahmte Filmposter hingen; an der Wand daneben wurde eine Leinwand, die von roten Vorhängen gerahmt wurde, angebracht. Die Sofas kehrten in dunkler Ausführung zurück, und der Tisch wurde durch einen Glastisch ersetzt. Aufgrund von Kritik, das Studio wirke nun zu kühl, wurde bereits in Folge 126 ein bordeauxroter Teppich ergänzt, um mehr Wärme in die Atmosphäre zu bringen. Zur 172. Folge wurde ein neuer Teppich im Stile des Bodens im Overlook Hotel aus dem Film Shining präsentiert. (#124–#375, insgesamt 251 Folgen)
Übergangsstudio #4.5: Da das fünfte Studio noch nicht fertig war, bestand für drei Folgen ein Übergangsstudio mit blauen Farbakzenten, blauen Sofas, Wohnzimmeratmosphäre und den zahlreichen bisherigen Merchandise- und Requisiten-Objekten (#376–#378, insgesamt 3 Folgen).
Studio #5: In Folge 379 wurde ein vorläufiges neues Studio vorgestellt, das ab Folge 384 durch die Hinzufügung von Sofas seine endgültige Form erhielt. Die auffälligste Veränderung bestand in der neuen Kameraperspektive: Während zuvor der Raum stets in einem rechten Winkel mit deutlicher Tiefenwirkung inszeniert war, richtete sich die Perspektive nun frontal auf eine grau gehaltene Backsteinoptik-Wand, vor der ein roter Vorhang und ein zentral platzierter Fernseher das Bild bestimmten. Abgesehen davon blieb die gemütliche Wohnzimmeratmosphäre erhalten; ergänzt wurde das Studio zunächst durch zwei braune, später durch graue Sofas. Requisiten, Teppich und Filmposterbilder wurden weitgehend übernommen. Entsprechend des breiteren Sets wurde Kino+ jetzt in einem cineastischen Letterbox-Format produziert  (#379–#470, insgesamt 91 Folgen).
Studio #6: Mit dem sechsten Studio vollzog Kino+ den bislang deutlichsten Wandel in Design und Inszenierung. Das Set wieder etwas kompakter angelegt, und man kehrte zur klassischen Ausrichtung mit rechtem Winkel als Fokuspunkt zurück – verbunden mit der Abkehr vom Letterbox-Format. Besonders markant ist jedoch der bewusste Bruch mit der bislang vertrauten Wohnzimmer-Atmosphäre: Stattdessen entschied man sich für ein Videotheken-Setting, das mit einem Teppich, warmem Licht und roten Farbakzenten dennoch eine einladende und stimmungsvolle Wirkung entfaltet. Im Hintergrund finden sich typische Elemente wie Filmregale zum Videoausleihen sowie eine Theke mit Kasse und Snacks – ganz im Stil klassischer Videotheken. Auch die Möblierung wurde neu gedacht: Die bisherigen Sofas wurden durch kleinere Sessel ersetzt. Obwohl der Stilwechsel grundsätzlich positiv aufgenommen wurde, äußerten Zuschauerinnen und Zuschauer wiederholt den Wunsch, zur wohnlicheren Sofalandschaft zurückzukehren. Kritisiert wurde insbesondere, dass die Sessel dazu einladen würden, sich während der Sendung zu bewegen oder zu drehen, was als visuell unruhig empfunden werde. Auf diese Kritik ging Schröckert zu Beginn der 472. Folge ein (#471–aktuell, insgesamt bereits über 50 Folgen).

## Auszeichnungen
- Quotenmeter-Fernsehpreis 2019 in der Kategorie Bester Web-Channel[13]

## Trivia
- Eine Folge, die für den 28. Februar 2014 produziert wurde, fiel aufgrund technischer Probleme aus.[14]
- Auf einer Fanseite werden zu den Folgen bis Anfang 2017 eine Liste der genannten Filme angeboten.[15]
- Daniel Schröckert war für Moviepilot 2014 in der Videothek[16]
- Etienne Gardé war vor Kino+ noch Moderator der Sendungen Screen (2007–2009) und danach Seen (2009–2011), anschließend Uncut und CineClash die sich alle vier ebenfalls mit dem Thema Film und Kino beschäftigten.
- Viele Fans wünschten sich zudem ein „Serien+“ von Daniel Schröckert. Deshalb entwickelte er zusammen mit Donnie O’Sullivan das Serienformat Bada Binge, das am 31. Januar 2017 auf RBTV startete.
- Daniel Schröckert und Steven Gätjen haben noch zwei weitere YouTube Channels zum Thema Film: FredCarpet – Film ist Liebe und Filmgorillas.

## Episodenliste
Hinweis:
- Einige frühe Specials etc. werden von RBTV offiziell als normale Folgen geführt (orientiert an der YouTube-Playlist).
- Interviews sind oft in reguläre Sendungen eingebunden. Seit 2019 heißen einige Sendungen Kino+ On Tour bzw. Unterwegs oder Auf einen Drink mit Kino+. Dort werden in der Regel Interviews geführt oder Sets besucht.
- Bevor RBTV das Film-Format Kino+ entwickelte, haben Daniel Schröckert, Etienne Gardé, Dennis Heinrichs und andere filmbegeisterte Mitarbeiter in mehreren Almost-Daily-Sendungen über Kino, Filme und Serien gesprochen. Alle Sendungen sind in der unteren Tabelle aufgelistet.

| Folge | Ausstrahlung       | Themen | Gäste und Sonstiges                                        |
| ----- | ------------------ | --- | ---------------------------------------------------------- |
| 460   | 14. Dezember 2023  | Silent Nigh: Stumme Rache, Godzilla Minus One, Indiana Jones und das Rad des Schicksals, Spezial-Thema: Fantasy-Filme | Etienne Gardé, Andreas Bardét                              |
| 459   | 7. Dezember 2023   | Wonka, Maestro, Falling into Place, How to Have Sex                                                                   | Antje Wessels, Steven Gätjen                               |
| 458   | 30. November 2023  | WISH, Godzilla Minus One, Rebel: In den Fängen des Terrors, Saw X                                                     | David Hain, Matze Holm (TV Movie)                          |
| 457   | 23. November 2023  | Napoleon, Tatsächlich… Liebe, Some Sauna Sisterhood, Farang: Schatten der Unterwelt                                   | Etienne Gardé, Andreas Bardét                              |
| 456   | 16. November 2023  | Die Tribute von Panem – The Ballad of Songbirds and Snakes, Thanksgiving, Thema: Disneys-Außenseiterfilme             | Steven Gätjen                                              |
| 455   | 9. November 2023   | The Marvels, Sound of Freedom, Sympathy for the Devils, Das Boot Director’s Cut                                       | Tino Hahn, Kevin O’Neill                                   |
| 454   | 2. November 2023   | Dumb Money: Schnelles Geld, Anatomie eines Falls, It Lives Inside                                                     | Antje Wessels, Andreas Bardét                              |
| 453   | 26. Oktober 2023   | Der Killer, Five Nights at Freddy’s, Halloween Park, Die Theorie von Allem                                            | Etienne Gardé, Gregor Kartsios                             |
| 452   | 12. Oktober 2023   | Killers of the Flower Moon, DogMan, Taylor Swift: The Eras Tour                                                       | Beatrice Osuji, Fynn Benkert, Manuel Magno                 |
| 451   | 5. Oktober 2023    | To Catch a Killer, The Lost King, Der Exorzist – Bekenntnis                                                           | Wolf Speer, Etienne Gardé, David Brückner                  |
| 450   | 28. September 2023 | The Creator, Speak No Evil, Wochenendrebellen                                                                         | Antje Wessels, Marco Risch                                 |
| 449   | 21. September 2023 | The Expendables 4, The Nun II, Mrs. Brisby und das Geheimnis von NIMH                                                 | Thilo Gosejohann, Sean David Lowe                          |
| 448   | 14. September 2023 | Kino- und Film-Talk                                                                                                   | Etienne Gardé, Wolfgang M. Schmitt, Memo Jeftic            |
| 447   | 7. September 2023  | Rebel Moon, Alaska, alte Filme der 80er                                                                               | Gregor Kartsios, Yves Arievich (Moviepilot)                |
| 446   | 31. August 2023    | Equalizer 3, Doggy Style, das Fantasy Filmfest                                                                        | Tino Hahn, Timo Asmussen                                   |
| 445   | 17. August 2023    | Blue Beetle, Kandahar, Die letzte Fahrt der Demeter                                                                   | Antje Wessels, André Hecker, Fynn Benkert                  |
| 444   | 10. August 2023    | Gran Turismo, Hypnotic, Deep Sea                                                                                      | Silke Schröckert, Christian Finck, Anne Wernicke           |
| 443   | 3. August 2023     | Teenage Mutant Ninja Turtles: Mutant Mayhem, Meg 2, kommende Highlights 2023                                          | Antje Wessels, Andreas Bardét                              |
| 442   | 27. Juli 2023      | Oppenheimer, Geistervilla, Barbie, Talk to Me, Das Parfum                                                             | Bea Osuji, Tobias Escher, Antje Wessels                    |
| 441   | 13. Juli 2023      | Mission: Impossible – Dead Reckoning Teil Eins, Rodeo                                                                 | Etienne Gardé                                              |
| 440   | 6. Juli 2023       | Spoiler-Talk – Die besten Filmenden der Filmgeschichte                                                                | Antje Wessels, Gregor Kartsios, Sean David Lowe            |
| 439   | 29. Juni 2023      | Indiana Jones und das Rad des Schicksals, Elemental, The Knocking                                                     | Silke Schröckert, Sebastian Gerdshikow, Antje Wessels      |
| 438   | 15. Juni 203       | The Flash, Asteroid City, Bed Rest                                                                                    | Tino Hahn, Fynn Benkert, Lucas Barwenczik                  |
| 437   | 8. Juni 2023       | Transformers: Aufstieg der Bestien, Medusa Deluxe, Mavka                                                              | Antje Wessels, Timo Asmussen                               |
| 436   | 1. Juni 2023       | Spider-Man: Across the Spider-Verse, Pearl, The Boogeyman                                                             | Antje Wessels, Alwin Reifschneider, Mia Pflüger            |
| 435   | 25. Mai 2023       | Fast & Furious 10, Renfield, Arielle, die Meerjungfrau                                                                | Bea Osuji, Wolf Speer, Anne Wernicke                       |
| 434   | 11. Mai 2023       | Winnie the Pooh: Blood and Honey, Joaquin Phoenix im Rage-Mode: Beau Is Afraid, Sisu                                  | Anne Wernicke, Antje Wessels                               |
| 433   | 4. Mai 2023        | Guardians of the Galaxy Vol. 3, Star Wars                                                                             | Shawn Bu, Andreas Bardét, Luc von Nordheim aka Nerdfactory |
| 432   | 27. April 2023     | The Whale, Evil Dead Rise, Champions, Flash Gordon                                                                    | Antje Wessels, Wolf Speer, Thilo Gosejohann                |
| 431   | 13. April 2023     | Cocaine Bear, Suzume, Hellraiser – Das Schloss zur Hölle, Festival-Filmtipps Frühjahr 2023                            | André Hecker, Tino Hahn, Tom Luther                        |
| 430   | 6. April 2023      | Super Mario Bros. Film, Videospiel-Filme                                                                              | Simon Krätschmer, Gregor Kartsios, Viet Nguyen             |
| 429   | 30. März 2023      | Dungeons & Dragons: Ehre unter Dieben, Terminator 2, Bloodsport                                                       | Andreas Bardét, Hermann Breitenborn, Sean David Lowe       |
| 428   | 23. März 2023      | John Wick 4, Sick of Myself, Seneca                                                                                   | Anne Wernicke, Bea Osuji, André Hecker                     |
| 427   | 16. März 2023      | Shazam! Fury of the Gods, Broker, Nachklapp Oscars                                                                    | Andreas Bardét                                             |
| 426   | 10. März 2023      | Scream VI, Die Fabelmans, Horrorfilme 2023                                                                            | Etienne Gardé, Antje Wessels, André Hecker                 |
| 425   | 3. März 2023       | Sonne und Beton, Tár, Creed III, Demon Slayer                                                                         | Antje Wessels, Etienne Gardé, Andreas Bardét               |
| 424   | 23. Februar 2023   | Missing, Wo ist Anne Frank?, Desktop-Filme                                                                            | André Hecker, Manuel Magno, Peter Wichterich               |
| 423   | 16. Februar 2023   | Ant-Man and the Wasp: Quantumania, Bigger Than Us, Schtonk!, Mumien – Ein total verwickeltes Abenteuer                | Antje Wessels, Bea Osuji, Matze (TV Movie)                 |
| 422   | 9. Februar 2023    | Magic Mike’s Last Dance, Tanzfilme                                                                                    | Steven Gätjen, Uke Bosse, Tino Hahn                        |
| 421   | 2. Februar 2023    | Lieblings-Thriller, Ein Mann namens Otto, Die Frau im Nebel, Plane                                                    | Gregor Kartsios, Etienne Gardé, Matthias Rosenkranz        |
| 420   | 26. Januar 2023    | Kifferfilme (The Big Lebowski und weitere)                                                                            | Andreas Bardét, Simon Krätschmer                           |
| 419   | 19. Januar 2023    | Shotgun Wedding, Babylon, Rache auf Texanisch, Avengement                                                             | André Hecker, Antje Wessels                                |
| 418   | 12. Januar 2023    | M3GAN, Holy Spider, Operation Fortune                                                                                 | Antje Wessels, Thilo Gosejohann, Etienne Gardé             |

| Folge | Ausstrahlung       | Themen | Gäste und Sonstiges                                                                    |
| ----- | ------------------ | --- | -------------------------------------------------------------------------------------- |
| 417   | 29. Dezember 2022  | Der Kino+ Jahresrückblick 2022 – Top 5 bis 1                                                                         | Antje Wessels, Andreas Bardét, Tino Hahn                                               |
| 416   | 22. Dezember 2022  | Der Kino+ Jahresrückblick 2022 – Top 10 bis 6                                                                        | Antje Wessels, Andreas Bardét, Tino Hahn                                               |
| 415   | 15. Dezember 2022  | Avatar: The Way of Water, Aftersun, Frieden, Liebe und Death Metal                                                   | Wolf Speer, Etienne Gardé, André Hecker                                                |
| 414   | 8. Dezember 2022   | Terrifier 2, She Said, Weißes Rauschen                                                                               | Bea Osuji, Antje Wessels                                                               |
| 400 B | 1. Dezember 2022   | Jubiläumsfolge | Etienne Gardé, Steven Gätjen, Antje Wessels, Andreas Bardét, Melina Deschke, Tino Hahn |
| 413   | 24. November 2022  | Glass Onion, Guillermo del Toros Pinocchio, Mad Heidi, Strange World                                                 | Antje Wessels, Dominik Porschen, André Hecker                                          |
| 412   | 17. November 2022  | The Menu, Inu-Oh, Andrea Davids Buch zum Entdecken der Film-Welt, RRR                                                | Andrea David, Janosch Leuffen                                                          |
| 411   | 10. November 2022  | Black Panther: Wakanda Forever, Die Schwimmerinnen                                                                   | Antje Wessels, Kevin O’Neill                                                           |
| 410   | 3. November 2022   | Amsterdam, The Devil’s Light, The Ambush, 30 Jahre Bodyguard                                                         | Andreas Bardét, Etienne Gardé                                                          |
| 409   | 27. Oktober 2022   | Black Adam, Rheingold, Bodies Bodies Bodies, Die Klapperschlange                                                     | Andreas Bardét, André Hecker                                                           |
| 408   | 13. Oktober 2022   | Kinderfilme | Etienne Gardé, Antje Wessels                                                           |
| 407   | 29. September 2022 | Tausend Zeilen, Smile, Im Westen nichts Neues, Blond                                                                 | Antje Wessels                                                                          |
| 406   | 22. September 2022 | Horror für die Couch: Von Angel Heart über Hereditary bis The Ritual                                                 | Andreas Bardét, Shawn Bu, Julia Oertgen                                                |
| 405   | 16. September 2022 | Gibt es genrelose Filme? Außerdem: Don’t Worry Darling, Jeepers Creepers: Reborn                                     | Etienne Gardé, Antje Wessels                                                           |
| 404   | 8. September 2022  | Star Trek Day, Ophan 2: First Kill, Hellraiser                                                                       | Gregor Kartsios, Fred Hilke, Richard Hansen                                            |
| 403   | 1. September 2022  | House of the Dragon, Der Herr der Ringe: Die Ringe der Macht und weitere aktuelle Serien und Filme                   | Alper und Jonas von Cinema Strikes Back per Liveschaltung                              |
| 402   | 18. August 2022    | Farewell, Wolfgang Petersen!                                                                                         | Andreas Bardét, Antje Wessels                                                          |
| 401 B | 11. August 2022    | Nope, Day Shift, Sweet Disaster, Laal Singh Chaddha                                                                  | Antje Wessels, Aramis Merlin, UrstDerTyp                                               |
| 399   | 4. August 2022     | Bullet Train, Prey, Guglhupfgeschwader, Buba, Warten auf Bojangles                                                   | Silke Schröckert, André Hecker, Andreas Bardét                                         |
| 398   | 28. Juli 2022      | Hatching, DC League of Super-Pets, The Survivor                                                                      | Tino Hahn, Adolfo Kolmerer                                                             |
| 397   | 21. Juli 2022      | Men, Bibi & Tina und das leckerste Filmfood                                                                          | Antje Wessels, André Hecker, Mirko Muhshoff. Ohne Daniel Schröckert                    |
| 396   | 14. Juli 2022      | The Gray Man, The Owners, Guilty-Pleasure-Filme                                                                      | Etienne Gardé, Andreas Bardét, Steven Gätjen                                           |
| 395   | 7. Juli 2022       | Thor: Love and Thunder, Liebesdings, Avatar 2, Clerks 3, Black Panther 2                                             | Antje Wessels, Kevin O’Neill, Tom Westerholt                                           |
| 394   | 30. Juni 2022      | Léon – Der Profi zurück in den Kinos und Vorschau auf das zweite Kino-Halbjahr                                       | Shawn Bu, Antje Wessels                                                                |
| 393   | 23. Juni 2022      | Obi-Wan Kenobi Recap, The Black Phone, Cop Secret, Elvis                                                             | Andreas Bardét, Luc von Nordheim aka Nerdfactory                                       |
| 392   | 16. Juni 2022      | Massive Talent, Lightyear, Der Spinnenkopf                                                                           | Nastassja Strobel, Janosch Leuffen, Lisa Ludwig                                        |
| 391   | 9. Juni 2022       | Jurassic World: Ein neues Zeitalter, Joker 2, Total Thrash, Scream 6                                                 | Antje Wessels, Wolf Speer, Alwin Reifschneider                                         |
| 390   | 26. Mai 2022       | Top Gun: Maverick, Heikos Welt                                                                                       | Steven Gätjen, Martin Rohde, Dominik Galizia                                           |
| 389   | 19. Mai 2022       | Chip und Chap: Die Ritter des Rechts, Dog, I Am Zlatan, X                                                            | Matthias Rosenkranz, Antje Wessels                                                     |
| 388   | 12. Mai 2022       | Katastrophenfilme: von A wie Armageddon bis zu Z wie 2012                                                            | Andreas Bardét, Gregor Kartsios                                                        |
| 387   | 5. Mai 2022        | Doctor Strange in the Multiverse of Madness, Nawalny, Fast X                                                         | Anne Wernicke, Antje Wessels                                                           |
| 386   | 28. April 2022     | 30 Jahre Hard Boiled, Everything Everywhere All at Once, Downton Abbey II                                            | Etienne Gardé, Steven Gätjen, Andreas Bardét                                           |
| 385   | 21. April 2022     | The Northman, The Lost City, Thor: Love and Thunder Ankündigung                                                      | Wolf Speer                                                                             |
| 384   | 14. April 2022     | Fresh, Red Rocket und 10 Jahre Avengers                                                                              | Janosch Leuffen, Andreas Bardét                                                        |
| 383   | 7. April 2022      | Bruce Willis’ Karriereende, Phantastische Tierwesen: Dumbledores Geheimnisse                                         | Antje Wessels, Anne Wernicke, Andreas Bardét                                           |
| 382   | 31. März 2022      | Oscar-Recap: Der Will-Smith-Skandal, Sonic the Hedgehog 2, Morbius                                                   | Antje Wessels im Studio, André Hecker per Liveschaltung                                |
| 381   | 24. März 2022      | Ambulance, Come on, Come on, Jujutsu Kaisen 0                                                                        | Tino Hahn, André Hecker                                                                |
| 380   | 17. März 2022      | The Batman, The Adam Project, Licorice Pizza, Zukunft in Filmen                                                      | Etienne Gardé, Simon Krätschmer, Richard Hansen (Podcast Kack & Sachgeschichten)       |
| 379   | 10. März 2022      | The Adam Project, Jackass Forever, Rot, Parallele Mütter                                                             | Antje Wessels, André Hecker                                                            |
| 378   | 3. März 2022       | The Batman, The Card Counter, Trouble Every Day                                                                      | Uke Bosse, Alwin Reifschneider                                                         |
| 377   | 24. Februar 2022   | King Richard, Belfast, Studio 666, Die totale Erinnerung – Total Recall                                              | Antje Wessels, Matthias Rosenkranz                                                     |
| 376   | 18. Februar 2022   | Uncharted, Texas Chainsaw Massacre                                                                                   | André Hecker im Studio, Alper Turfan (Cinema Strikes Back) per Liveschaltung           |
| 375   | 10. Februar 2022   | Moonfall, Tod auf dem Nil, Kimi, Oscar-Nominierungen                                                                 | David Hain, Anne Wernicke                                                              |
| 374   | 3. Februar 2022    | The Sadness, Wunderschön, Träume sind wie wilde Tiger                                                                | Etienne Gardé, Antje Wessels                                                           |
| 373   | 27. Januar 2022    | Licorice Pizza, Mulholland Drive, Demon Slayer: Kimetsu no Yaiba – The Movie: Mugen Train, Are You Lonesome Tonight? | Tino Hahn                                                                              |
| 372   | 20. Januar 2022    | Nightmare Alley, Pleasure, Scream 5, Sing – Die Show deines Lebens, The King’s Man                                   | Tino Hahn, Etienne Gardé                                                               |

| Folge | Ausstrahlung       | Themen | Gäste und Sonstiges |
| ----- | ------------------ | --- | --- |
| 371   | 30. Dezember 2021  | Der große Kino+ Jahresrückblick 2021 – Platz 5 bis 1 | Etienne Gardé, Steven Gätjen, Antje Wessels |
| 370   | 23. Dezember 2021  | Der große Kino+ Jahresrückblick 2021 – Platz 10 bis 6                                                                                                   | Etienne Gardé, Steven Gätjen, Antje Wessels |
| 369   | 16. Dezember 2021  | Plagiatsvorwürfe Bada Binge, Spider-Man: No Way Home, Annette                                                                                           | Antje Wessels, Steven Gätjen, Marco Risch |
| 368   | 9. Dezember 2021   | West Side Story von Steven Spielberg, Don’t Look Up | Etienne Gardé, Antje Wessels |
| 367   | 25. November 2021  | Resident Evil: Welcome to Raccoon City, Encanto, House of Gucci                                                                                         | Tobias Escher, Antje Wessels |
| 366   | 18. November 2021  | Ghostbusters: Legacy, Pitbull Exodus, JFK Revisited | Tino Hahn, Etienne Gardé, Steven Gätjen |
| 365   | 11. November 2021  | Red Notice, Last Night in Soho, Best of Film Festivals 2021                                                                                             | Christian Finck, André Hecker |
| 364   | 4. November 2021   | Marvel’s Eternals, The Many Saints of Newark, Vicious Fun, Ammonite                                                                                     | Antje Wessels, Kevin O’Neill im Studio, Dominik Porschen per Liveschaltung                                                                                      |
| 363   | 28. Oktober 2021   | Army of Thieves von Matthias Schweighöfer, Antlers | Etienne Gardé, Gregor Kartsios |
| 362   | 21. Oktober 2021   | Venom 2, Halloween Kills, The Last Duel, The French Dispatch                                                                                            | Christina Ann Zalamea, Antje Wessels |
| 361   | 7. Oktober 2021    | Titane, Pokémon – Der Film: Geheimnisse des Dschungels, überragende Kinozahlen                                                                          | Tom Luther, Sandro Kreitlow, Antje Wessels. Ohne Daniel Schröckert                                                                                              |
| 360   | 30. September 2021 | James Bond 007: Keine Zeit zu sterben, Mediatheken-Tipps                                                                                                | Marco Risch, Kevin O’Neill, Etienne Gardé |
| 359   | 23. September 2021 | Helden der Wahrscheinlichkeit, Schachnovelle, Tom Cruise nicht im All                                                                                   | Simon Krätschmer, André Hecker, Christian Finck |
| 358   | 16. September 2021 | Dune, SAW 9: Spiral, Nona, Schumacher, The Accountant, A Taxi Driver, Donnie Darko, Small World, Je suis Karl                                           | Etienne Gardé, Sandro Kreitlow im Studio, David Hain per Liveschaltung                                                                                          |
| 357   | 9. September 2021  | Stillwater, Don’t Breathe 2, Palm Springs | Silke Schröckert, Philine Brosch, André Hecker |
| 356   | 2. September 2021  | Marvels Shang-Chi, Malignant, Bekenntnisse des Hochstaplers Felix Krull                                                                                 | Steven Gätjen, Kevin O’Neill aka Last Movie Hero im Studio, Dominik Porschen per Liveschaltung                                                                  |
| 355   | 19. August 2021    | Killer’s Bodyguard 2, Candyman, Oscar-Gewinner The Father, Promising Young Woman                                                                        | Silke Schröckert, Etienne Gardé, Antje Wessels |
| 354   | 12. August 2021    | Free Guy, New Order, The Forever Purge | André Hecker im Studio, Dominik Porschen per Liveschaltung |
| 353   | 5. August 2021     | The Suicide Squad im Kino, Scarlett Johansson verklagt Disney, Kaiserschmarrndrama, Fabian oder Der Gang vor die Hunde, Waterworld-Serie, Expendables 4 | Janosch Leuffen im Studio, Marco Risch per Liveschaltung |
| 352   | 29. Juli 2021      | Jungle Cruise, The Green Knight, Blood Red Sky, Der Rausch                                                                                              | Simon Krätschmer, Sandro Kreitlow im Studio, Antje Wessels per Liveschaltung                                                                                    |
| 351   | 15. Juli 2021      | Fast & Furious 9, Space Jam: A New Legacy, Minari, Power Rangers                                                                                        | Sandro Kreitlow, Simon Krätschmer im Studio, Gregor Kartsios per Liveschaltung                                                                                  |
| 350   | 8. Juli 2021       | Black Widow, The Tomorrow War, The Little Things | Anne Wernicke, Dennis Heinrichs |
| 349   | 1. Juli 2021       | Godzilla vs. Kong, Nobody, Nomadland, Peter Hase 2, Tomorrow War, Conjuring 3                                                                           | Etienne Gardé, Antje Wessels |
| 348   | 24. Juni 2021      | Freaky, A Quiet Place 2, Katastrophenfilme im Streaming-Angebot                                                                                         | Philine Brosch, Kevin O’Neill |
| 347   | 17. Juni 2021      | Luca, Fantasy Filmfest Nights XL, Chaos Walking | Antje Wessels, Simon Krätschmer |
| 346   | 10. Juni 2021      | 40 Jahre Indiana Jones, John-Carpenter-Filme | Etienne Gardé, Matthias Rosenkranz |
| 345   | 3. Juni 2021       | They Want Me Dead mit Angelina Jolie, Friends: The Reunion                                                                                              | Etienne Gardé, Antje Wessels |
| 344   | 27. Mai 2021       | Cruella, Erste Bilder zu Last Night in Soho, Eternals                                                                                                   | Steven Gätjen, Antje Wessels |
| 343   | 20. Mai 2021       | Mortal Kombat mit Kung-Lao-Darsteller Max Huang, Army of the Dead, Spaceballs                                                                           | Teil 1: Etienne Gardé im Studio, André Hecker per Liveschaltung Teil 2: Max Huang, Sandro Kreitlow, Silke Schröckert im Studio, Steven Gätjen per Liveschaltung |
| 342   | 6. Mai 2021        | Oscars hinter den Kulissen, Die Mitchells gegen die Maschinen, Shivers-Gewinner                                                                         | Antje Wessels, Philine Brosch im Studio, Steven Gätjen per Liveschaltung                                                                                        |
| 341   | 22. April 2021     | Shivers-Festival, Boss Level, Shang-Chi and the Legend of the Ten Rings                                                                                 | Etienne Gardé, Antje Wessels im Studio, Dennis Heinrichs per Liveschaltung                                                                                      |
| 340   | 15. April 2021     | Last Action Hero, Oscars-2021-Preview | Steven Gätjen, Etienne Gardé |
| 339   | 8. April 2021      | The Tax Collector, The Empty Man | Antje Wessels, Sandro Kreitlow im Studio, Tino Hahn per Liveschaltung                                                                                           |
| 338   | 1. April 2021      | Star Wars: Kenobi Cast, The Bad Batch | Etienne Gardé, Silke Schröckert |
| 337   | 25. März 2021      | Zack Snyder’s Justice League, Capone, Jesus Rolls – Niemand verarscht Jesus, Über die Unendlichkeit, Kino-Charts von 86                                 | Simon Krätschmer, Dennis Heinrichs |
| 336   | 18. März 2021      | Zack Snyder’s Justice League, Kurt Russell, Oscar-Nominierungen                                                                                         | Etienne Gardé im Studio, Wolfgang M. Schmitt per Liveschaltung                                                                                                  |
| 335   | 11. März 2021      | Cherry – Das Ende aller Unschuld, Sicario, Das Hausboot, Kriegerin                                                                                      | Etienne Gardé im Studio, Tom Westerholt per Liveschaltung |
| 334   | 4. März 2021       | Biggie: Das ist meine Geschichte, Stand By Me, Music, Raya und der letzte Drache, Der Prinz aus Zamunda 2, Army of the Dead                             | Etienne Gardé im Studio, Antje Wessels per Liveschaltung |
| 333   | 25. Februar 2021   | Disney Star, Raya und der letzte Drache, Flora & Ulysses, I Care a Lot, Peninsula                                                                       | Steven Gätjen im Studio, Donnie O’Sullivan per Liveschaltung |
| 332   | 18. Februar 2021   | Wonder Woman 1984, Pelé | Steven Gätjen im Studio, Dominik Porschen per Liveschaltung |
| 331   | 11. Februar 2021   | Christopher Plummer, Lupin, Godzilla II: King of the Monsters, Heavy Metal, Red Dot, Du gegen die Wildnis – Der Film, Eighth Grade, Neues aus der Welt  | Simon Krätschmer im Studio, Dominik Hammes per Liveschaltung |
| 330   | 4. Februar 2021    | Hits aus der Kino+-Gründungswoche, Space Sweepers, Robocop-Rant, Master & Commander, Kurz und schmerzlos, Bliss, Malcolm & Marie                        | Etienne Gardé im Studio, Dennis Heinrichs per Liveschaltung |
| 329   | 28. Januar 2021    | Godzilla-vs.-Kong-Trailer, WandaVision | Simon Krätschmer, Antje Wessels |
| 328   | 21. Januar 2021    | White Tiger, The Mandalorian Staffel 2 | Etienne Gardé, Sandro Kreitlow |
| 327   | 14. Januar 2021    | Von Dune bis Godzilla vs. Kong – Die große Kino-Vorschau 2021                                                                                           | Etienne Gardé, Antje Wessels |

| Folge | Ausstrahlung       | Themen | Gäste und Sonstiges                                                                         |
| ----- | ------------------ | --- | ------------------------------------------------------------------------------------------- |
| 326   | 18. Dezember 2020  | Der große Jahresrückblick 2020 | Etienne Gardé, Simon Krätschmer, Antje Wessels im Studio, Tino Hahn per Liveschaltung       |
| 325   | 10. Dezember 2020  | Droht der Kino-Tod? Blick auf Warners HBO Max; Cyberpunk-2077-Kurzfilm (Phoenix Program) | Etienne Gardé, Dennis Heinrichs                                                             |
| 324   | 3. Dezember 2020   | Zuletzt gestreamt, Verborgene Schätze bei Disney+, Total Recall | Antje Wessels, Sandro Kreitlow                                                              |
| 323   | 19. November 2020  | Die schlechtesten Filmplakate aller Zeiten, Kurzfilme bei Disney+, Stream it | Steven Gätjen, Antje Wessels                                                                |
| 322   | 12. November 2020  | SpongeBob Schwammkopf bei Netflix, Film-News, Streaming-Tipps | Simon Krätschmer, Steven Gätjen                                                             |
| 321   | 5. November 2020   | Abschied von Sean Connery, Borat 2 und weitere Streaming-Tipps | Etienne Gardé, Steven Gätjen                                                                |
| 320   | 29. Oktober 2020   | Hexen hexen, The Mandalorian, Keinohrhasen-Prozess | Etienne Gardé, Antje Wessels im Studio, Steven Gätjen per Liveschaltung                     |
| 319   | 23. Oktober 2020   | Cortex, Greenland, The Mortuary, The Beach House, Kajillionaire | Antje Wessels, Simon Krätschmer                                                             |
| 318   | 1. Oktober 2020    | Enfant Terrible, Niemals Selten Manchmal Immer, Jim Knopf und die Wilde 13 | Antje Wessels, Simon Krätschmer                                                             |
| 317   | 24. September 2020 | David Copperfield, Bill & Ted Face the Music, Besprechung der Hausaufgabe | Etienne Gardé, Matthias Rosenkranz                                                          |
| 316   | 17. September 2020 | The Devil all the Time, Mulan: XXL-Talk zur Kontroverse, Seberg, Outpost | Simon Krätschmer, André Hecker im Studio, Wolfgang M. Schmitt per Liveschaltung             |
| 315   | 10. September 2020 | The Third Day, Succession, Mignonnes, Mulan, Freaks – Du bist eine von uns, I’m Thinking of Ending Things, We Almost Lost Bochum – Die Geschichte von RAG, Man spricht deutsh, The Photograph, Kin-dsa-dsa!, Faking Bullshit, The New Mutants | Etienne Gardé, Silke Schröckert                                                             |
| 314   | 3. September 2020  | Chadwick Boseman, Get Duked!, The Wind (2018), Japan-Filmfest Hamburg (u. a. Penguin Highway, Children of the Sea), Abyssal Spider, No Time to Die, Fantasy Filmfest 2020 (Archive, Reckoning, Inheritance, Relic, Amulet, Slaxx, Mandibules, Possessor, Psycho Goreman, Sputnik, David Copperfield – Einmal Reichtum und zurück, Dinner in America, Palm Springs, Bloody Hell, Becky, Bring Me Home) | Tino Hahn, André Hecker                                                                     |
| 313   | 27. August 2020    | Tenet | Andreas Bardét, Antje Wessels, Etienne Gardé                                                |
| 312   | 20. August 2020    | Unsolved Mysteries, Der Rasenmähermann, Schlingensief – In das Schweigen hineinschreien, Follow Me, Tesla, Kopfplatzen, Die obskuren Geschichten eines Zugreisenden, News (Matrix 4, Scream 5) | Antje Wessels, Simon Krätschmer                                                             |
| 311   | 14. August 2020    | Artemis Fowl, The Witch Next Door, Mossad, Trailer zu The Devil All the Time | Etienne Gardé, Andreas Bardét                                                               |
| 310   | 6. August 2020     | Irresistible – Unwiderstehlich, Pandemie, Body Cam – Unsichtbares Grauen, Mulan bei Disney+ | Steven Gätjen, Antje Wessels                                                                |
| 309   | 30. Juli 2020      | Tenet in Deutschland, Otto – Der Film, The King of Staten Island, Streamingtipps | Etienne Gardé, Jan Gustafsson                                                               |
| 308   | 23. Juli 2020      | Sword of God – Der letzte Kreuzzug, The Last Days of American Crime, Yummy, Edison – Ein Leben voller Licht, The Vigil – Die Totenwache, Out of Play: Der Weg zurück, Sløborn | Antje Wessels, Steven Gätjen, Adolfo J. Kolmerer, Christian Alvart                          |
| 307   | 16. Juli 2020      | Hamilton, Relic, Berlin Alexanderplatz, Into the Beat – Der Tanz deines Lebens, After Midnight, Marie Curie – Elemente des Lebens, The Nightingale – Schrei nach Rache, Waves, Unhinged – Außer Kontrolle, Wir Eltern, Trailer zu Faking Bullshit und Project Power | Antje Wessels, Silke Schröckert im Studio, Dominik Porschen per Liveschaltung               |
| 300 A | 9. Juli 2020       | Live Jubiläumsfolge: Top 10 Filme der letzten 10 Jahre | Andreas Bardét, Antje Wessels, Etienne Gardé, Steven Gätjen                                 |
| 306   | 2. Juli 2020       | Wege des Lebens – The Roads Not Taken, Greyhound – Schlacht im Atlantik, Meine Freundin Conni – Geheimnis um Kater Mau, Siberia, Undine, Fluch-der-Karibik-News, Ray Fisher über Joss Whedon (Justice League) | Steven Gätjen, Silke Schröckert                                                             |
| 305   | 26. Juni 2020      | Guns Akimbo, ESC: The Story of Fire Saga, Rapunzels Fluch exklusiver Trailer | Simon Krätschmer, Andreas Bardét im Studio, Antje Wessels per Liveschaltung                 |
| 304   | 18. Juni 2020      | Da 5 Bloods, Fear and Loathing in Las Vegas, Neuigkeiten zu Indy 5 | Steven Gätjen, Dennis Heinrichs                                                             |
| 303   | 11. Juni 2020      | 365 Days, Nationalstraße, Nippon Connection, Kino-Rückblick | Etienne Gardé, Antje Wessels im Studio, Tino Hahn per Liveschaltung                         |
| 302   | 4. Juni 2020       | Zuletzt Gesehen, Kinostarts: Schw31ns7eiger: Memories – Von Anfang bis Legende, Mina und die Traumzauberer, Rettet den Zoo, Monos – Zwischen Himmel und Hölle, News, Hausaufgabe: Enemy Mine – Geliebter Feind | Andreas Bardét, Steven Gätjen im Studio, Antje Wessels per Liveschaltung                    |
| 301 A | 28. Mai 2020       | Zuletzt Gesehen, Tenet-Trailer, Kino-Öffnung während COVID-19-Pandemie, News, die besten Filme der 2000er | Andreas Bardét, Steven Gätjen                                                               |
| 299   | 14. Mai 2020       | Deutscher Filmpreis: Bullys Kritik, Rocky-Talk | Dennis Heinrichs, Andreas Bardét im Studio, Antje Wessels, Steven Gätjen per Liveschaltung  |
| 298   | 7. Mai 2020        | X-Men 2, Tiger King mit Nicolas Cage, Kino-Rückblick, News | Etienne Gardé, Steven Gätjen                                                                |
| 297   | 30. April 2020     | Neue Oscar-Regeln, Trolls 2: Kritik an Universal, Titanic und mehr im Rückblick | Antje Wessels, Simon Krätschmer                                                             |
| 296   | 23. April 2020     | Stevens Hausaufgabe, Kino-Rückblick, Extraction, 100.000 – Alles was ich nie wollte | Etienne Gardé, Steven Gätjen                                                                |
| 295   | 16. April 2020     | Harry Potter 4, Star Wars 3 und weiteres im Rückblick, Kino-News | Steven Gätjen, Antje Wessels                                                                |
| 294   | 9. April 2020      | Cats, Zuletzt gesehen, Hausaufgabe: Dick und Jane, Diskussion: Kunst vom Künstler trennen | Steven Gätjen, Andreas Bardét im Studio, Etienne Gardé per Liveschaltung                    |
| 293   | 2. April 2020      | Stream it mit Steven Gätjen, Kino-Rückblick, Verschiebungen, Veränderungen, Vorhaben | Etienne Gardé, Steven Gätjen                                                                |
| 292   | 26. März 2020      | Kino-Flashback, Kultur-Hilfe und Streaming-Tipps zu Cage, Kammerspiel und Komödien | Antje Wessels, Andreas Bardét im Studio, Etienne Gardé per Liveschaltung                    |
| 291   | 19. März 2020      | Waves, West Side Story, Streaming-Tipps, Zuletzt gesehen unter anderem mit Reservoir Dogs, Mon Mon Mon Monsters, Die Maske | Simon Krätschmer, Antje Wessels, Alwin Reifschneider im Studio, Tino Hahn per Liveschaltung |
| 290   | 12. März 2020      | Der Spion von nebenan, Narziss und Goldmund, Lady Business, Away, Wagenknecht | Simon Krätschmer, Antje Wessels, Wolfgang M. Schmitt                                        |
| 289   | 27. Februar 2020   | The Gentlemen, Der Unsichtbare, Die Känguru-Chroniken, Kahlschlag, Onward: Keine halben Sachen | Etienne Gardé, Antje Wessels, Andreas Bardét                                                |
| 288   | 20. Februar 2020   | Ruf der Wildnis, Fantasy Island, Brahms: The Boy II, Limbo | Simon Krätschmer, Gregor Kartsios                                                           |
| 287   | 13. Februar 2020   | Sonic the Hedgehog, Nightlife, LA Gomera, Bombshell – Das Ende des Schweigens, Besuch von SG Posters | Etienne Gardé, Antje Wessels, Eileen Steinbach                                              |
| 286   | 6. Februar 2020    | Birds of Prey: The Emancipation of Harley Quinn, 21 Bridges, Intrige | Simon Krätschmer, Tino Hahn, Antje Wessels                                                  |
| 285   | 30. Januar 2020    | Little Women, Ein verborgenes Leben, Die fantastische Reise des Dr. Dolittle | Etienne Gardé, Antje Wessels, Andreas Bardét                                                |
| 284   | 23. Januar 2020    | Jojo Rabbit, Die Wütenden, Das Vorspiel, Terry Jones, Das geheime Leben der Bäume | Etienne Gardé, Antje Wessels, Ren Kühn                                                      |
| 283   | 16. Januar 2020    | Bad Boys for Life, Weathering With You, Knives Out, 1917 | Etienne Gardé, Antje Wessels, Andreas Bardét                                                |

| Folge | Ausstrahlung       | Themen | Gäste und Sonstiges                                                                             |
| ----- | ------------------ | --- | ----------------------------------------------------------------------------------------------- |
| 282   | 19. Dezember 2019  | Star Wars: Der Aufstieg Skywalkers | Simon Krätschmer, Etienne Gardé, Shawn Bu, Andreas Bardét                                       |
| 281   | 12. Dezember 2019  | The Irishman, Weathering With You, Jumanji: The Next Level, Black Christmas, Die Wache, The Farewell | UrstDerTyp, Antje Wessels, Simon Krätschmer                                                     |
| 280   | 5. Dezember 2019   | A Rainy Day in New York, Zwei Päpste, Auerhaus und Stream it! | Etienne Gardé, Antje Wessels, Simon Krätschmer                                                  |
| 279   | 28. November 2019  | Hustlers, Der Leuchtturm, Mishima, Yung, The Good Liar | Simon Krätschmer, Thomas Breuer                                                                 |
| 278   | 21. November 2019  | Save the Green Planet!, Die Eiskönigin II, Klaus, Official Secrets, Doctor Sleeps Erwachen, Marriage Story | Etienne Gardé, Tino Hahn, Antje Wessels                                                         |
| 277   | 14. November 2019  | Terminator: Dark Fate, Shining, A Cure for Wellness, Die Känguru-Chroniken, Sonic, Last Christmas, Black and Blue, Booksmart, Le Mans 66, The Irishman                                                                                   | Etienne Gardé, Antje Wessels, Simon Krätschmer                                                  |
| 276   | 7. November 2019   | Zombieland 2, Midway, Lara, Martin Scorsese vs Marvel, Für immer Adaline | Etienne Gardé, Christian Eichler, Antje Wessels                                                 |
| 275   | 31. Oktober 2019   | Halloween Haunt, Scary Stories to Tell in the Dark, Das perfekte Geheimnis | Antje Wessels, Dominik Porschen, Colin Gäbel                                                    |
| 274   | 24. Oktober 2019   | Die Addams Family, Dolemite Is My Name, Brittany Runs a Marathon, Penguin Highway, Zwei Missionare, Terminator 6: Dark Fate, Blood Machines, Jallikattu, Tatort: Angriff auf Wache 08                                                    | Simon Krätschmer, Antje Wessels, Dennis Heinrichs                                               |
| 273   | 17. Oktober 2019   | Maleficent 2, Parasite, Ich war noch niemals in New York, Momo | Etienne Gardé, Shawn Bu, Andreas Bardét                                                         |
| 272   | 10. Oktober 2019   | Joker-Spezial | Etienne Gardé, Antje Wessels, Andreas Bardét, Simon Krätschmer                                  |
| 271   | 3. Oktober 2019    | In the Shadow of the Moon, The Peanut Butter Falcon, 1917, We Have Always Lived in the Castle, Enzo und die wundersame Welt der Menschen, Deutschstunde, Gemini Man, Skin, Ronny & Klaid                                                 | Simon Krätschmer, Antje Wessels, Ren Kühn                                                       |
| 270   | 26. September 2019 | Ad Astra, 3 from Hell, Gelobt sei Gott, Léon, Ready or Not, Midsommar | Antje Wessels, Simon Krätschmer, Andreas Bardét, Daniel Schröckert mit Verspätung               |
| 269   | 19. September 2019 | Spider-Man: Far From Home, Ad Astra, Rambo: Last Blood, Systemsprenger, Angry Birds 2 | Antje Wessels, Andreas Bardét                                                                   |
| 268   | 12. September 2019 | Mindhunter, Joker, Gut gegen Nordwind, Rambo-Reihe, Screenshot-Raten, Einsendungen Tarantino-Gewinnspiel | Simon Krätschmer, Antje Wessels, Andreas Bardét                                                 |
| 267   | 5. September 2019  | Der dunkle Kristall: Ära des Widerstands, Brotherhood – Die Bruderschaft des Todes, Once Upon a Time in Hollywood, Bad Boys for Life, Billig oder will ich: The Death of Dick Long und Joker, Diego Maradona, Es Kapitel 2, Talk zu Es 2 | Etienne Gardé, Marco Risch, Simon Krätschmer                                                    |
| 266   | 29. August 2019    | Late Night, Little Monsters, Angel Has Fallen, James Bond 007: Keine Zeit zu sterben, Matrix 4, Systemsprenger, Golden Twenties | Simon Krätschmer, Ren Kühn, Antje Wessels                                                       |
| 265   | 12. August 2019    | Once Upon a Time in Hollywood, A Toy Story: Alles hört auf kein Kommando | Etienne Gardé, Wolfgang M. Schmitt, Dennis Heinrichs                                            |
| 264   | 8. August 2019     | Killerman, Fisherman’s Friends, Und wer nimmt den Hund?, Berlin, I Love You | Simon Krätschmer, Adolfo Kolmerer, Antje Wessels                                                |
| 263   | 1. August 2019     | Fast & Furious: Hobbs & Shaw, Drag Me to Hell, Comic Con, Blade, Rango | Etienne Gardé, Dennis Heinrichs, Simon Krätschmer                                               |
| 262   | 25. Juli 2019      | Vox Lux, Leid und Herrlichkeit, Cleo, Dragonball Super: Broly, Abikalypse | Tino Hahn, Wolfgang M. Schmitt, André Hecker                                                    |
| 261   | 18. Juli 2019      | Der König der Löwen, Child’s Play, Anna, Apocalypse Now – The Final Cut | Antje Wessels, Andreas Bardét, Sandro Kreitlow                                                  |
| 260   | 11. Juli 2019      | Yesterday, Apocalypse Now Final Cut, Kursk, Rebellinen, Vorfreude auf 2019 | Antje Wessels, Andreas Bardét, Simon Krätschmer                                                 |
| 259   | 4. Juli 2019       | Spider-Man: Far From Home, Annabelle comes Home, Tel Aviv on Fire | Etienne Gardé, Antje Wessels, Dennis Heinrichs                                                  |
| 258   | 27. Juni 2019      | Pets 2, Ein Becken voller Männer, Five Fingers For Marseille, Wo ist Kyra? | Etienne Gardé, Antje Wessels, Andreas Bardét, Simon Krätschmer                                  |
| 257   | 20. Juni 2019      | Brightburn, Long Shot, Drei Schritte zu Dir, Verachtung, Tolkien | Etienne Gardé, Antje Wessels, Andreas Bardét                                                    |
| 256   | 14. Juni 2019      | Men in Black: International, The Dead Don’t Die, Sunset, Bailey 2 | Antje Wessels, Andreas Bardét, Dominik Porschen                                                 |
| 255   | 6. Juni 2019       | X-Men: Dark Phoenix, Burning, TKKG, Robert Pattinson als Batman, Geheimtipps | Etienne Gardé, Antje Wessels, Andreas Bardét, Simon Krätschmer. Erstmals ohne Daniel Schröckert |
| 254   | 30. Mai 2019       | Godzilla II: King of the Monsters, Rocketman, Mirai – Das Mädchen aus der Zukunft, Ma, Roads, Mister Link – Ein fellig verrücktes Abenteuer, High Life                                                                                   | Etienne Gardé, Antje Wessels, Anne Wernicke, Dominik Porschen                                   |
| 253   | 23. Mai 2019       | John Wick: Kapitel 3, Aladdin, Once Upon a Time in Hollywood, Jonathan, The Wild Boys | Andreas Bardét, Antje Wessels, Simon Krätschmer, Etienne Gardé                                  |
| 252   | 16. Mai 2019       | The Silence, The Sun is also a Star, Antiporno, Dave Made A Maze | Andreas Bardét, Antje Wessels, Simon Krätschmer                                                 |
| 251   | 9. Mai 2019        | Pokémon Meisterdetektiv Pikachu, Das Ende der Wahrheit, Stan & Ollie, Tarantino bei Netflix | Etienne Gardé und Antje Wessels                                                                 |
| 250   | 3. Mai 2019        | Avengers: Endgame, Fighting with My Family, Im Netz der Versuchung, Sonic the Hedgehog, One Cut of the Dead | Antje Wessels, Alwin Reifschneider, Dennis Heinrichs                                            |
| 249   | 18. April 2019     | Lloronas Fluch, Mega Time Squad, Supa Modo, Ayka, Der Fall Collini | Andreas Bardét, Antje Wessels                                                                   |
| 248   | 11. April 2019     | Hellboy – Call of Darkness, Border, Nolan, Tipps zum Fantasy Filmfest, Genrenale | Etienne Gardé, Antje Wessels, Dominik Porschen                                                  |
| 247   | 4. April 2019      | Shazam, Friedhof der Kuscheltiere, Birds of Passage – Das grüne Gold der Wayuu, Unheimlich perfekte Freunde | Antje Wessels, Dominik Porschen, Simon Krätschmer                                               |
| 246   | 28. März 2019      | Apple TV+, Unser Team – Nossa Chape, Dumbo, Beach Bum, Interview mit Robert Zemeckis | Etienne Gardé, Antje Wessels, Andreas Bardét                                                    |
| 245   | 21. März 2019      | Wir, Wintermärchen, Free Solo, Die Goldfische, Iron Sky: The Coming Race | Antje Wessels, Tino Hahn                                                                        |
| 244   | 17. März 2019      | Triple Frontier, Avengers: Endgame, Trautmann, Asterix und das Geheimnis des Zaubertranks | Etienne Gardé, Wolfgang M. Schmitt                                                              |
| 243   | 7. März 2019       | Captain Marvel, mid90s, White Boy Rick, The Sisters Brothers, Hi, Ai | Antje Wessels, Andreas Bardét, Simon Krätschmer                                                 |
| 242   | 28. Februar 2019   | Hard Powder, Escape Room, The Hate U Give, Asche ist reines Weiß, Yardie | Etienne Gardé, Andreas Bardét, Dominik Hammes                                                   |
| 241   | 21. Februar 2019   | Mein Bester & Ich, Vice, Der goldene Handschuh, Can You Ever Forgive Me?, One Cut of the Dead | Etienne Gardé, Antje Wessels, Andreas Bardét                                                    |
| 240   | 14. Februar 2019   | Alita: Battle Angel, Sweethearts, Ailos Reise – Große Abenteuer beginnen mit kleinen Schritten, Happy Deathday 2U | Etienne Gardé, Antje Wessels, Anne Wernicke                                                     |
| 239   | 7. Februar 2019    | The Lego Movie 2, Drachenzähmen leicht gemacht 3, The Prodigy, Liam Neeson | Etienne Gardé, Andre Hecker, Simon Krätschmer                                                   |
| 238   | 1. Februar 2019    | Green Book, The Mule, Oscars 2019, Plötzlich Familie, Big Fish & Begonia: Zwei Welten – Ein Schicksal | Dominik Porschen, Steven Gätjen                                                                 |
| 237   | 24. Januar 2019    | Creed 2, The Favourite, Beautiful Boy, Der Junge muss an die frische Luft, Broadchurch | Antje Wessels, Dominik Porschen                                                                 |
| 236   | 17. Januar 2019    | Glass, Capernaum, Der Spitzenkandidat, Fahrenheit 11/9, Mary Stuart, Ghostbusters 3 | Tino Hahn, Etienne Gardé, Andreas Bardét                                                        |
| 235   | 10. Januar 2019    | Heavy Trip, Robin Hood, Ben is Back, Bandersnatch, Polaroid, Kalte Füße | Antje Wessels, Andreas Bardét, Simon Krätschmer                                                 |

| Folge | Ausstrahlung       | Themen | Gäste und Sonstiges                                                           |
| ----- | ------------------ | --- | ----------------------------------------------------------------------------- |
| 234   | 29. Dezember 2018  | Jahres-Rückblick 2018 | Etienne Gardé, Antje Wessels, Andreas Bardét, Steven Gätjen                   |
| 233   | 21. Dezember 2018  | Aquaman, Bumblebee, Spider-Man: A New Universe, Roma, Shoplifters, Westwood: Punk, Ikone, Aktivistin, Asterix                        | Etienne Gardé, Wolfgang M. Schmitt, Sandro Kreitlow                           |
| 232   | 6. Dezember 2018   | Widows, Climax, Under the Silver Lake, Anna und die Apokalypse, Unknown User: Dark Web                                               | Etienne Gardé, Matthias Rosenkranz                                            |
| 231   | 29. November 2018  | The House that Jack Built, Der Grinch, Peppermint: Angel of Vengeance, November                                                      | Dominik Porschen, Antje Wessels                                               |
| 230   | 22. November 2018  | Verschwörung, Cold War – Der Breitengrad der Liebe, Matangi/Maya/M.I.A.                                                              | Etienne Gardé, Gregor Kartsios, Andreas Bardét                                |
| 229   | 15. November 2018  | Phantastische Tierwesen: Grindelwalds Verbrechen, Night School, Juliet, Naked, Suspiria, Pokémon Meisterdetektiv Pikachu             | Dominik Porschen, Tino Hahn                                                   |
| 228   | 8. November 2018   | Aufbruch zum Mond, Operation: Overlord, Nur ein kleiner Gefallen                                                                     | Antje Wessels, Rockstah                                                       |
| 227   | 1. November 2018   | Bohemian Rhapsody, 25 km/h, Mandy, Der Trafikant, Der Nussknacker und die vier Reiche, Mile 22, The Night Comes For Us               | Etienne Gardé, Wolfgang M. Schmitt, Andreas Bardét                            |
| 226   | 26. Oktober 2018   | Halloween, Hunter Killer, Mutafukaz, Intrigo – Tod eines Autors, Gänsehaut 2: Gruseliges Halloween                                   | Andre Hecker, Tino Hahn, Antje Wessels                                        |
| 225   | 18. Oktober 2018   | Deborah, Dogman, Der Vorname, Girl, Johnny English – Man lebt nur dreimal, The Guilty                                                | Etienne Gardé, Joseph Bolz, Andreas Bardét                                    |
| 224   | 11. Oktober 2018   | Bad Times at the El Royale, Abgeschnitten, The Happytime Murders, Smallfoot – Ein eisigartiges Abenteuer                             | Antje Wessels, Christian Alvart                                               |
| 223   | 5. Oktober 2018    | Venom, Werk ohne Autor, A Star is born, Alarm für Cobra 11, Hai-Alarm auf Mallorca                                                   | Dennis Heinrichs, Gerry Streberg, Roland Heep                                 |
| 222   | 27. September 2018 | Die Unglaublichen 2, Ballon, The Man Who Killed Don Quixote, Sweet Country, Ava                                                      | Andreas Bardét                                                                |
| 221   | 20. September 2018 | Searching, Mandy, Utøya 22. Juli, Uncle Drew, Das Haus der geheimnisvollen Uhren                                                     | Andre Hecker, Antje Wessels                                                   |
| 220   | 13. September 2018 | Predator – Upgrade, Mile 22, Styx, Mackie Messer – Brechts Dreigroschenfilm, Mary und die Blume der Hexen, Leave No Trace            | Etienne Gardé, Steven Gätjen                                                  |
| 219   | 6. September 2018  | The Nun, Das schönste Mädchen der Welt, The Witcher, Alpha                                                                           | Etienne Gardé, UrstDerTyp                                                     |
| 218   | 30. August 2018    | BlacKkKlansman, Fantasy Filmfest, The Domestics, Nach dem Urteil                                                                     | Etienne Gardé, Antje Wessels                                                  |
| 217   | 16. August 2018    | Christopher Robin, The Equalizer 2, The Darkest Minds, So was von da                                                                 | Dominik Porschen, Jakob Lass                                                  |
| 216   | 9. August 2018     | Meg, The Endless, Vollblüter, Jean-Luc Picard ist zurück (Star Trek: Picard), Sauerkrautkoma                                         | Etienne Gardé, Andreas Bardét                                                 |
| 215   | 2. August 2018     | Mission: Impossible – Fallout | Etienne Gardé, Wolfgang M. Schmitt                                            |
| 214   | 26. Juli 2018      | Ant-Man and the Wasp, Hotel Artemis, Papillon, Catch Me!                                                                             | Etienne Gardé, Dennis Heinrichs, Sandro Kreitlow                              |
| 213   | 19. Juli 2018      | Sicario 2, 303, Hotel Transsilvanien 3 – Ein Monster Urlaub, Endless Poetry                                                          | Etienne Gardé, Simon Krätschmer                                               |
| 212   | 13. Juli 2018      | Skyscraper, Super Troopers 2, Die Farbe des Horizonts                                                                                | Dominik Porschen, Robert Hofmann, David Hain                                  |
| 211   | 5. Juli 2018       | The First Purge, Die Frau, die vorausgeht, How to Party with Mom                                                                     | Etienne Gardé, Andreas Bardét                                                 |
| 210   | 29. Juni 2018      | Spiel: Scene It, Trailer | Andreas Bardét, Simon Krätschmer                                              |
| 209   | 21. Juni 2018      | Ocean’s 8, The Rider, The Strangers: Opfernacht, Halaleluja – Iren sind menschlich!                                                  | Etienne Gardé, Florentin Will                                                 |
| 208   | 14. Juni 2018      | Hereditary – Das Vermächtnis, Overboard, Das ist erst der Anfang, Papst Franziskus – Ein Mann seines Wortes, „Die große Trailershow“ | Etienne Gardé, Andreas Bardét                                                 |
| 207   | 7. Juni 2018       | Jurassic World 2, Goodbye Christopher Robin, Halloween                                                                               | Etienne Gardé, Andreas Bardét, Phil Friederichs, Wolf Jahnke (Turbine Medien) |
| 206   | 31. Mai 2018       | Tully, Hostiles, Roseannes Ende, Solos Holper-Start                                                                                  | Etienne Gardé, Wolfgang M. Schmitt, Florentin Will                            |
| 205   | 24. Mai 2018       | Solo: A Star Wars Story, Dune, In den Gängen, Luis und die Aliens                                                                    | Dominik Porschen, Alper Turfan                                                |
| 204   | 17. Mai 2018       | Deadpool 2, Interview mit Ryan Reynolds, Im Schatten der Netzwelt                                                                    | Etienne Gardé, Hans Block, Moritz Riesewieck                                  |
| 203   | 10. Mai 2018       | Rampage – Big Meets Bigger, die Besten und Schlechtesten Marvel-Filme, I Feel Pretty                                                 | Etienne Gardé, Andreas Bardét                                                 |
| 202   | 3. Mai 2018        | Manhunt, Herrliche Zeiten, Deadpool 2, No Way Out                                                                                    | Etienne Gardé, Andreas Bardét, Sedat Kirtan, Kubilay Sarikaya                 |
| 201   | 27. April 2018     | Avengers: Infinity War, Early Man, Kodachrome, A Beautiful Day                                                                       | Etienne Gardé, Wolfgang M. Schmitt                                            |
| 200   | 22. April 2018     | Ghost Stories, Lady Bird, Solange ich atme, Roman J. Israel Esq., The 15:17 to Paris                                                 | Etienne Gardé, Andreas Bardét                                                 |
| 199   | 12. April 2018     | A Quiet Place, Steig. Nicht. Aus!, 3 Tage in Quiberon, Isle of Dogs                                                                  | Etienne Gardé, Frederick Lau                                                  |
| 198   | 5. April 2018      | Ready Player One, Ghostland, Gringo, Transit, Das Zeiträtsel                                                                         | Etienne Gardé, Dominik Porschen, Andreas Bardét                               |
| 197   | 30. März 2018      | Ready Player One, Steven Spielberg Interview, The Death of Stalin, Jim Knopf                                                         | Etienne Gardé, Wolf Speer                                                     |
| 196   | 22. März 2018      | Pacific Rim: Uprising, I, Tonya, Thelma, Deadpool 2, Peter Hase                                                                      | Etienne Gardé, Sandro Kreitlow                                                |
| 195   | 15. März 2018      | Tomb Raider, The Florida Project, Loveless, Der Hauptmann, Maria Magdalena                                                           | Gregor Kartsios, Andreas Bardét                                               |
| 194   | 8. März 2018       | Death Wish, Annihilation, Vielmachglas, Molly’s Game                                                                                 | Dominik Porschen, Dennis Heinrichs, Sandro Kreitlow                           |
| 193   | 1. März 2018       | Red Sparrow, Call Me by Your Name, Game Night, Veronica, Attraction                                                                  | Andreas Bardét, Andre Hecker                                                  |
| 192   | 22. Februar 2018   | Die Verlegerin, Heilstätten, Docteur Knock, Diskussionen über Kinderfilme und mehr                                                   | Etienne Gardé, Colin Gäbel, Andreas Bardét                                    |
| 191   | 15. Februar 2018   | Black Panther, Shape of Water, Alles Geld der Welt                                                                                   | Etienne Gardé, Andreas Bardét                                                 |
| 190   | 9. Februar 2018    | Fifty Shades of Grey, Wind River, The Cloverfield Paradox                                                                            | Gregor Kartsios, Simon Krätschmer                                             |
| 189   | 1. Februar 2018    | The Disaster Artist, Criminal Squad, Maze Runner, Der seidene Faden                                                                  | Etienne Gardé, Andreas Bardét                                                 |
| 188   | 25. Januar 2018    | Three Billboards Outside Ebbing, Missouri, Oscar-Nominierungen 2018 & Wunder                                                         | Etienne Gardé, Andreas Bardét                                                 |
| 187   | 18. Januar 2018    | Nur Gott kann mich richten, Die dunkelste Stunde, Golden Globes                                                                      | Moritz Bleibtreu, Etienne Gardé                                               |

| Folge | Ausstrahlung       | Themen | Gäste und Sonstiges                                                                             |
| ----- | ------------------ | --- | ----------------------------------------------------------------------------------------------- |
| 186   | 28. Dezember 2017  | Jahres-Rückblick 2017 | Etienne Gardé, Andreas Bardét, Steven Gätjen                                                    |
| 185   | 21. Dezember 2017  | Jumanji: Willkommen im Dschungel, Abschluss des Shocktobers, Drei Zinnen | Colin Gäbel, Gregor Kartsios                                                                    |
| 184   | 15. Dezember 2017  | Star Wars: Die letzten Jedi, Ready Player One, Disney kauf FOX | Andreas Bardét, Etienne Gardé, Stefan Titze, Andre Hecker                                       |
| 183   | 7. Dezember 2017   | Zwischen zwei Leben, Daddy’s Home 2, S.U.M.1, A Ghost Story | Andreas Bardét, Wolf Speer                                                                      |
| 182   | 1. Dezember 2017   | Avengers: Infinity War, Coco, Brimstone, Girls Trip | Etienne Gardé, Dominik Porschen                                                                 |
| 181   | 23. November 2017  | Paddington 2, Detroit, Aus dem Nichts, Battle of the Sexes, Manifesto | Etienne Gardé, Simon Krätschmer, Gregor Kartsios                                                |
| 180   | 16. November 2017  | Justice League, Fikkefuchs, Teheran Tabu, Deadpool 2 | Etienne Gardé, Jan Henrik Stahlberg                                                             |
| 179   | 9. November 2017   | Mord im Orient Express, Suburbicon, Simpel, Bad Moms 2 | Etienne Gardé, Andreas Bardét                                                                   |
| 178   | 2. November 2017   | The Secret Man, Professor Marston & The Wonder Women, Patti Cake$, Lady Macbeth | Etienne Gardé, Andreas Bardét                                                                   |
| 177   | 26. Oktober 2017   | Thor: Tag der Entscheidung, Fack ju Göhte 3, Attack on Titan Teil 1 – Feuerroter Pfeil und Bogen | Etienne Gardé, Dennis Heinrichs                                                                 |
| 176   | 19. Oktober 2017   | Kriegsfilme-Spezial und Kinostarts Schneemann, Geostorm, Borg/McEnroe, The Square | Etienne Gardé, Andreas Bardét                                                                   |
| 175   | 12. Oktober 2017   | Captain Underpants, What Happened to Monday?, Darkland, Vorwärts immer, American Assassin | André Hecker, Simon Jäger                                                                       |
| 174   | 5. Oktober 2017    | Blade Runner 2049, The Babysitter, Clown Town, Shocktober | Etienne Gardé, Gregor Kartsios                                                                  |
| 173   | 28. September 2017 | Stephen King's Es – Ist Horrorclown Pennywise noch gruselig? | Etienne Gardé, Hennes Bender, Torsten Sträter, Gerry Streberg, Dominik Hammes, Simon Krätschmer |
| 172   | 21. September 2017 | Tomb Raider, ES, Logan Lucky, Kingsman: The Golden Circle | Etienne Gardé, André Hecker, Tino Hahn                                                          |
| 171   | 7. September 2017  | Böse, böser, am Bösesten – Die größten Film-Bösewichte | Colin Gäbel, Wolf Speer, Gregor Kartsios                                                        |
| 170   | 31. August 2017    | Killer’s Bodyguard, The Limehouse Golem, Jugend ohne Gott, Magical Mystery | Etienne Gardé, Gregor Kartsios                                                                  |
| 169   | 17. August 2017    | Atomic Blonde, Bullyparade – Der Film, The Promise, Annabelle 2 | Etienne Gardé, Andreas Bardét                                                                   |
| 168   | 10. August 2017    | The Dark Tower, Mother, Der Wein und der Wind, Dalida | Etienne Gardé, Wolf Speer                                                                       |
| 167   | 3. August 2017     | Planet der Affen: Survival, Your Name – Kimi no na wa, Emoji – Der Film | Etienne Gardé, Andreas Bardét                                                                   |
| 166   | 27. Juli 2017      | Dunkirk + 70-mm-Special, Baby Driver, San Diego Comic Con 2017 | Etienne Gardé, Andreas Bardét                                                                   |
| 165   | 20. Juli 2017      | Valerian – Die Stadt der tausend Planeten, The Irishman, Creed 2, Toy Story 4 | Gunnar Krupp, Dennis Heinrichs, Norbert, Paolo aus dem Kliemannsland                            |
| 164   | 13. Juli 2017      | Berlin Falling, Spider-Man: Homecoming, Transformers 5 | Andreas Bardét, Ken Duken, Tom Wlaschiha                                                        |
| 163   | 16. Juni 2017      | All Eyez on Me, Wonder Woman, Das Belko Experiment, Ein Trip durch L.A. | Etienne Gardé in Los Angeles, Andreas Bardét aus München zugeschaltet                           |
| 162   | 8. Juni 2017       | Die Mumie, Headshot, Girl Cave, Cowboy Bebop, Split-Gewinnspiel | Memo Jeftic, Till Kleinert (Macher von Girl Cave)                                               |
| 161   | 1. Juni 2017       | Wonder Woman, Baywatch, War Machine, Plan B: Scheiß auf Plan A | Etienne Gardé, Andreas Bardét, Can Aydin, Cha-Lee Yoon, Phong Giang                             |
| 160   | 25. Mai 2017       | Kultfilme wie Blade Runner, Rocky Horror Picture Show, Pulp Fiction | Andreas Bardét, Wolf Speer                                                                      |
| 159   | 18. Mai 2017       | Alien: Covenant, Pirates of the Caribbean: Salazars Rache, The Killing of a Sacred Deer | Etienne Gardé, Michael Müller, Andreas Bardét                                                   |
| 158   | 11. Mai 2017       | The Dark Tower, Blade Runner 2049, King Arthur, Dunkirk | Etienne Gardé, Simon Krätschmer                                                                 |
| 157   | 4. Mai 2017        | Sieben Minuten nach Mitternacht, The Dark Tower, Get Out, Shin Godzilla | Etienne Gardé, Marco Risch                                                                      |
| 156   | 27. April 2017     | Guardians of the Galaxy Vol. 2, Alien Day, Shin Godzilla, Kingsman 2 | Andreas Bardét, Dominik Porschen                                                                |
| 155   | 13. April 2017     | Fast & Furious 8, Gold, Thor Ragnarok, Detroit, Abgang mit Stil, Verleugnung | Etienne Gardé, Andreas Bardét                                                                   |
| 154   | 6. April 2017      | Star-Wars-Episode-8-Leak, Free Fire, Akira, Big Little Lies, Battle Royale | Etienne Gardé, Gregor Kartsios                                                                  |
| 153   | 30. März 2017      | Tanz der Teufel, Ghost in the Shell, ES, Spider-Man: Homecoming | Etienne Gardé, Colin Gäbel                                                                      |
| 152   | 23. März 2017      | Life Review, Interview zu Lommbock, Power Rangers | Gunnar Krupp, Wolf Speer, Gregor Kartsios                                                       |
| 151   | 16. März 2017      | Die schöne und das Biest, Baby Driver, Wonder Woman, Donnie Brasco | Etienne Gardé, Andreas Bardét                                                                   |
| 150   | 9. März 2017       | Moonlight, Wilde Maus, Sleepless, Bad Boys 3, Han Solo – Film, Kong: Skull Island | Etienne Gardé, ab der Hälfte: Hennes Bender, Torsten Sträter, Gerry Streberg                    |
| 149   | 3. März 2017       | Logan, Silence, Guardians of the Galaxy 2, Oscars 2017, Battle Royale-Uncut | Andreas Bardét, Dominik Porschen                                                                |
| 148   | 23. Februar 2017   | Alien: Covenant, Boston, Cure for Wellness, Do Not Resist, Offline | Etienne Gardé, Andreas Bardét, ab der Hälfte: Florian Schnell                                   |
| 147   | 16. Februar 2017   | T2: Trainspotting 2, Guardians of the Galaxy Vol. 2, John Wick 2, Scene it? | Gunnar Krupp, Dennis Heinrichs, Gregor Kartsios                                                 |
| 146   | 9. Februar 2017    | Oscars 2017, Imperial Dreams, Der Eid, The Girl with All the Gifts, The LEGO Batman Movie, Fakt ab! – David Hains Buch über Filmfakten, Bailey, Life, Fast & Furious 8, The LEGO Ninjago Movie                                     | David Hain, Etienne Gardé                                                                       |
| 145   | 2. Februar 2017    | Passengers, Kong: Skull Island, Terminator 2, Live by Night, Die irre Heldentour des Billy Lynn, Hidden Figures, Rings, Genrenale, James Cameron über Aliens, Titanic und Avatar, The Batman, Genrenale Gewinnspiel, One Shot Left | Colin Gäbel, Paul, Dennis Heinrichs                                                             |
| 144   | 26. Januar 2017    | Die Fliege, Dr. Strange, Split, Jackie, Oscars 2017, Star Wars: The Last Jedi, Hellboy 3, Terminator 6, Lommbock, Sleight, Colossal, Das Dildo-Laserschwert                                                                        | Etienne Gardé, Andreas Bardét. Resident Evil: The Last Chapter – Milla-Jovovich-Interview.      |
| 143   | 19. Januar 2017    | Scarface, Billig oder will ich?, Manchester by the Sea, xXx 3: xXx: Return of Xander Cage, One Piece Gold, Tom Hardy – Der neue James Bond?, Ocean’s 8, Top 20 Filme aus der Community                                             | Andreas Bardét, Donnie O’Sullivan                                                               |
| 142   | 12. Januar 2017    | Der Pate, Laserschwert nachgebaut vom Helios Team, La La Land, The Wall, Why Him? + Gewinnspiel, Golden Globes, Kino News, Community: Beste Filme 2016, „Untitled Movie“, Wilde Maus, Gold, Silence, Goon, Rings                   | Etienne Gardé, Andreas Bardét                                                                   |
| 141   | 6. Januar 2017     | Die Taschendiebin, Passengers, One Piece Gold, Plötzlich Papa | Etienne Gardé                                                                                   |

| Folge | Ausstrahlung       | Themen | Gäste und Sonstiges |
| ----- | ------------------ | --- | --- |
| 140   | 29. Dezember 2016  | Jahres-Rückblick 2016 Teil 2 | Andreas Bardét, Steven Gätjen, Dennis Heinrichs |
| 139   | 22. Dezember 2016  | Jahres-Rückblick 2016 Teil 1 | Andreas Bardét, Steven Gätjen, Etienne Gardé |
| 138   | 15. Dezember 2016  | Planet der Affen 3, Transformers 5, Dunkirk, Captain Future, Netflix, Golden Globes, Star Wars: Rogue One, Gewinnspiele | Etienne Gardé, Andreas Bardét |
| 137   | 2. Dezember 2016   | Billig oder will ich: Nicht erschienene Filmfortsetzungen, Sully, Underworld 5: Blood Wars, Die Hände meiner Mutter, Rogue One: Findet Darth Vader, Annie Awards, Netflix-Download, Unbequeme Filmwahrheiten: Härteste Erektion & Klassiker,                                                    | Donnie O’Sullivan, Andreas Bardét, Gregor Kartsios |
| 136   | 25. November 2016  | Independence Day, Sharknado 4, Billig oder will ich – Monster Trucks, Bad Santa 2, Deepwater Horizon, Reisebericht Ghost in the Shell, Filme raten, Monster Hunter, Hard Boiled, Scene it? Das Filmquiz                                                                                         | Etienne Gardé, Andreas Bardét, Simon Krätschmer |
| 135   | 17. November 2016  | Marvel-Filme, Assassin’s Creed, Phantastische Tierwesen, Paterson, Amerikanisches Idyll, WonderBoys, Jackie Chan, Star Wars 9, Deadpool 2, Ghost in the Shell, Valerian | Etienne Gardé, Andreas Bardét, Rockstah |
| 134   | 10. November 2016  | High Maintenance, Billig oder will ich: Star Trek Beyond, Jack Reacher 2, Café Society, Before I Wake, Bad Boys 3, Rogue One Intro ohne Lauftext?, American Werewolf Remake, Manchester by the Sea, Army of One, Kung Fu Yoga                                                                   | Etienne Gardé, Andreas Bardét |
| 133   | 3. November 2016   | Star Trek Beyond, The Infiltrator, The Handmaiden, Morris aus Amerika, Willkommen bei den Hartmanns, Die Tänzerin, Trainspotting 2, Deadpool 2, Split, Alien: Covenant | Etienne Gardé, Donnie O’Sullivan |
| 132   | 27. Oktober 2016   | Westworld, Bad Moms, People Of Earth, Doctor Strange, Oasis: Supersonic, Störche, 31, Girl on the Train, Nirgendwo, Logan | Matthias Starte, Ludwig Trepte, Saskia Rosendahl, Etienne Gardé |
| 131   | 20. Oktober 2016   | John Wick 2, Guardians Of The Galaxy 2, Don’t Breathe, Schneider vs. Bax, Trolls, Bridget Jones’ Baby, Das kalte Herz, YouTube-Red-Serien, Silence, The Irishman, Terror, Mulan | Etienne Gardé |
| 130   | 13. Oktober 2016   | Star-Wars-Poster, Billig oder will ich – Kung Fu Yoga, Inferno, American Honey, Swiss Army Man, Die Welt der Wunderlichs, Affenkönig, Predator, Evil Dead | Oliver Rihs, Simon Krätschmer |
| 129   | 6. Oktober 2016    | L’Odyssée, Westworld, Narcos, Billig oder will ich?, Blair Witch, Sausage Party, Insel der besonderen Kinder, Gätjens großes Kino auf ZDF, Alte Männer in Hollywood | Steven Gätjen, Etienne Gardé |
| 128   | 30. September 2016 | Blair Witch, Schocktober, Findet Dorie, Raving Iran, Attack on Titan, Silence, König der Löwen, John Carpenter, Horror Plauschangriff, King Cobra | Gregor Kartsios, Wolf Speer |
| 127   | 23. September 2016 | Hausaufgabe, Tschick, Train to Busan mit Schröck, Die Glorreichen Sieben, Snowden, Bad Moms mit Schröck, Emmy Gewinner, Mission Impossible 6, Luke Cage Preview, The thin red Line, Kino+ Hausaufgabe mit Schröck                                                                               | Dennis Heinrichs, Andreas Bardét |
| 126   | 15. September 2016 | X-Men: Apocalypse, Shocktober: Top Horrorfilme, SMS für Dich, Tschick, The Purge: Election Year, Eigener Bibel-Film für Brad Pitt?, The Toxic Avenger, Film-Soundtracks, Hausaufgabe: Der schmale Grat, War on Everyone, Westworld, Free Fire                                                   | Etienne Gardé, Gregor Kartsios |
| 125   | 8. September 2016  | Uwe-Boll-Einschätzung, Sleep Tight, Conjuring 2, The Light Between Oceans, Absolutely Fabulous, Don’t Breathe, Nerve, Oscar für Jackie Chan, Ready Player One, Gewinnspielauflösungen, USS Indianapolis, Supersonic                                                                             | Colin Gäbel, Andreas Bardét |
| 124   | 4. September 2016  | Ben Hur, Mein ziemlich kleiner Freund, Mike and Dave Need Wedding Dates, Interview mit Uwe Boll, Rampage: President Down, Best of Uwe Boll | Etienne Gardé, Uwe Boll |
| 123   | 12. August 2016    | Suicide Squad, Jason Bourne, Teenage Mutant Ninja Turtles, Barbershop, Suicide Squad Interview u. a. mit Will Smith, Margot Robbie und David Ayer | Andreas Bardét, Etienne Gardé, Steven Gätjen, Hennes Bender, Daniele Rizzo u. a. |
| 122   | 4. August 2016     | Midnight Special, The Act of Killing, Circle, La isla mínima – Mörderland, Collide, Lights Out, Ghostbusters, Avengers 3, The Professor and the Madman, Rocketeer, Terror (AT), The Accountant, The Great Wall, Sherlock                                                                        | Colin Gäbel, Etienne Gardé, Dennis Heinrichs |
| 121   | 28. Juli 2016      | Trainspotting – Neue Helden, Batman-Filme, Seefeuer, Pets, Legend of Tarzan, The Division, Stranger Things, Comic Con-Recap: Justice League, Wonder Woman, Doctor Strange, Hunt For The Wilderpeople, Kong: Skull Island, Trainspotting 2                                                       | Simon Krätschmer, Etienne Gardé, Dennis Heinrichs |
| 120   | 21. Juli 2016      | Netflix-Serie: Hush, Don’t Breathe, Doom, Das Ding aus einer anderen Welt, Star Trek Beyond, BFG – Big Friendly Giant, Garry Marshall verstorben, 50 Jahre Star Trek: Gerhard Raible (CEO Trekworld), Star Trek auf Netflix, Verlosung Manhattan – 1. Staffel, Tschick, Star Trek – Gewinnspiel | Gregor Kartsios, Andreas Bardét, Gerhard Raible |
| 119   | 14. Juli 2016      | Silicon Valley, Banshee, Batman v Superman, Toni Erdmann, Independence Day: Wiederkehr – Roland Emmerich im Interview, Battlefield-Serie, Saw 8?, Pokémon-Realfilm, The Human Centipede 4, La La Land, Bleed For This, Bad Moms, Batman: The Killing Joke                                       | Etienne Gardé |
| 118   | 7. Juli 2016       | Pentathlon, Warcraft: The Beginning, Verräter wie wir, Tangerine L.A., Attack on Titan, Wreck-it Ralph 2, Michael Cimino, Unfriend, Bunker of the Dead, Weird Al Yankovic – UHF, Fantasy Filmfest: The Devil’s Candy, Creepy, Psycho Raman, Kingsglaive                                         | Gregor Kartsios |
| 117   | 30. Juni 2016      | Green Room, 8mm – Acht Millimeter, Väter & Töchter, Ice Age 5 – Kollision voraus!, High-Rise, The Assassin, Götz George, Bud Spencer, Anton Yelchin, Stalker, Lone Wolf & Cub, Akira, 31, The Birth of a Nation, Jack Reacher                                                                   | Etienne Gardé, Andreas Bardét |
| 116   | 23. Juni 2016      | Lieblings-Filme Special: Vielleicht lieber morgen, Brothers Bloom, Memento, Buckaroo Banzai, Sieben, Ernest & Célestine, Kikujiros Sommer, The Wrestler, The Big Year, Pumping Iron, Captain Phillips                                                                                           | Andreas Bardét, Gunnar Krupp, Jakob Rompkowski, Eduard Lechner, Gregor Kartsios, Florian Harten, Alwin Reifschneider, Dennis Heinrichs, Andreas Lynch, Walter, Gino Singh, Lars Erik Paulsen |
| 115   | 10. Juni 2016      | Darth Maul: Apprentice, Wild, Der Nachtmahr, Erlösung, Keanu, Stolz und Vorurteil und Zombies, ES-Remake, Pacific Rim 2, Ghost in the Shell, Film-Bilderrätselspiel | Shawn Bu & Svenja Jung, Andreas Bardét |
| 114   | 26. Mai 2016       | Layer Cake, FiSH Filmfestival, James Bond, Sing Street, Warcraft: The Beginning, Der Nachtmahr, Money Monster, The Nice Guys, Ready Player One, Dark Tower, Alien: Covenant, X-Men-Apocalypse-Interview mit Sophie Turner, Morgan                                                               | Etienne Gardé, Andreas Bardét |
| 113   | 19. Mai 2016       | Ghostbusters, Seitenwechsel, Monsieur Chocolat, The Witch, X-Men: Apocalypse, Star Wars: Rogue One, Synchronicity, Legend, MacGyver, Lethal Weapon, Toni Erdmann, La Tortue Rogue (The Red Turtle), Don’t Breathe                                                                               | Etienne Gardé, Andreas Bardét |
| 112   | 12. Mai 2016       | Geil und Schmutzig, 10 Cloverfield Lane, Snoopy-Verlosung, Poesie des Unendlichen, Angry Birds, Victor Frankenstein + Interview, Lethal-Weapon-Serie, Power Rangers, Space Jam: A New Legacy, Godzilla 2, The Woods, Monsterland, Andròn, Fathers and Daughters                                 | Etienne Gardé |
| 111   | 5. Mai 2016        | Alien-Gewinnspielauflösung, Flaked, A Bigger Splash, Bad Neighbors 2, Triple 9, Star Wars Rogue One, Peanuts, Captain America 3: Civil War – Ausführlicher Spoilertalk, Kubo and the Two Strings, Keanu, Captain Fantastic                                                                      | Etienne Gardé |
| 110   | 28. April 2016     | In Gedenken an Arne Elsholtz, Schrotten, Ratchet & Clank, Ein Hologramm für den König, Bauernopfer, Captain America 3: Civil War – Analyse | Lucas Gregorowicz und Max Zähle, Alwin Reifschneider, Dennis Heinrichs |
| 109   | 21. April 2016     | Spoilerdebatte, Civil War?!, Peanuts, The Screening Room, Der Schamane und die Schlange, Visions, The Boss, Gods of Egypt, Beyond the Bridge – Interview, Die glorreichen Sieben, Jason Bourne                                                                                                  | Etienne Gardé, Daniel P. Schenk und Maya Schenk |
| 108   | 14. April 2016     | The Invitation, Yakuza Apocalypse, Godzilla Resurgence, A War, The Jungle Book, Hardcore-Event, Batman, Spider-Man, Edge of Tomorrow 2, EZO-1, Sieben Minuten nach Mitternacht, Dr. Strange, Verräter wie wir                                                                                   | Etienne Gardé |
| 107   | 7. April 2016      | Edes Freestyle-Rap, Serientalk, Hardcore-Event, Ip Man 3, The Huntsman & The Ice Queen, Swiss Army Man, Bladerunner, The BFG, Zoombies (The Asylum), Neuer Tim-Burton-Film, Interview mit Axel Stoll                                                                                            | Etienne Gardé, Alexa Waschkau und Alexander Waschkau (Hoaxilla) |
| 106   | 31. März 2016      | Zodiac, David Fincher als Regisseur, Gewinnspiel-Auflösung, The Finest Hours, Eddie the Eagle, 10 Cloverfield Lane, Fantasy Filmfest Nights, Dragon Ball, Batman v Superman, Lego Batman, Code of Honor, Tribute-von-Panem-Gewinnspiel                                                          | Andreas Bardét |
| 105   | 24. März 2016      | Lethal Warrior, Flaked, Bojack Horseman, Deepwater Horizon, My Big Fat Greek Wedding 2, Rock the Kasbah, Batman v Superman, Tucker & Dale vs Evil 2, Steve Jobs, Game of Thrones Season 6-Trailer, Popstar                                                                                      | Etienne Gardé, Alwin Reifschneider |
| 104   | 18. März 2016      | Christians Filmblick, Ben Hur, Herbert, Auferstanden, Kung Fu Panda 3, Raum, Star Wars VIII, Kandidaten für Han-Solo-Film, Captain Future, DVD-Tipps von Alvart | Christian Alvart, Etienne Gardé, Andreas Bardét |
| 103   | 10. März 2016      | Ghostbusters-Trailer, The Rock, Bad Boys, Con Air, Der Spion und sein Bruder, Trumbo, Son of Saul, London Has Fallen, Darth Maul: Apprentice, Geschichten von Set, Thief-Verlosung | Etienne Gardé, Andreas Bardét, Gregor Kartsios, mit Gästen von T7Pro (Darth Maul Apprentice – Macher)                                                                                        |
| 102   | 4. März 2016       | Watchmen – Directors Cut, Vom Winde verweht, Oscars, Das Tagebuch der Anne Frank, El Clan, Zoomania, News: Der Dunkle Turm – Ironfist – Showtime, Spectre, Trailershow: Finding Dory, Taboo | Kim Speer, Dennis Heinrichs |
| 101   | 26. Februar 2016   | Where to Invade Next, Der geilste Tag, Spotlight, Last Man Standing, NEWS: Pacific Rim 2, Baywatch, Pete’s Dragon, Dirty-Grandpa-Gewinnspiel | Nilz Bokelberg, Etienne Gardé |
| 100   | 19. Februar 2016   | Die Verurteilten, Deadpool, Kinostarts, Filme raten, Schröcks Manifest, 100 Highlights, Glaubensfragen, Etiennes Manifes, Andis Manifest, News, Last Man Standing-Spiel | Etienne Gardé, Andreas Bardét. LIVE aus dem East Hotel |
| 99    | 12. Februar 2016   | The Martian, Comics und Filme, Oldboy, Captain America: Civil War, Deadpool, Sisters, Dirty Grandpa, 69 Tage Hoffnung, Tubeheads: Star-Wars-Special, Superbowl-Trailer: Civil War, Jason Bourne, Das Dschungelbuch                                                                              | Etienne Gardé, Der Blitz |
| 98    | 5. Februar 2016    | Wilson, The Hateful Eight, The Forest, Gänsehaut, Tschiller: Off Duty, The Something, Alien: Covenant, Ghostbusters, Star Wars: Rogue One, Maze Runner, Green Room, The Boy and The Beast | Etienne Gardé, Andreas Bardét, Dennis Heinrichs |
| 97    | 1. Februar 2016    | Martyrs Remake, Die Wahlkämpferin, The Hateful Eight, Wie Brüder im Wind, Dope, Conan, Shrew’s Nest, Labyrinth 2, Ghost in the Shell, The Foot Fist Way, The Chickening | Etienne Gardé, Andreas Bardét |
| 96    | 22. Januar 2016    | Sicario, Die Hure, James Bond 007: Spectre, Point Break, Anomalisa, Daddy’s Home, Brooklyn, Ride Along, Deadpool, Netflix, Die Oscars, David Bowie, 10 Cloverfield Lane, Suicide Squad, Batman v Superman                                                                                       | Gregor Kartsios, Dennis Heinrichs |
| 95    | 15. Januar 2016    | Golden Globes, Creed und The Big Short | Etienne Gardé, Moritz Bleibtreu |
| 94    | 11. Januar 2016    | The Revenant, Til Schweigers Tatort, Morgen hör ich auf, Unfriend, Diskussionen übers Filmbusiness | Etienne Gardé, Simon Verhoeven |

| Folge | Ausstrahlung       | Themen | Gäste und Sonstiges                                                                                   |
| ----- | ------------------ | --- | --- |
| 93    | 31. Dezember 2015  | Jahres-Rückblick 2015 | Etienne Gardé, Andreas Bardét, Steven Gätjen                                                          |
| 92    | 24. Dezember 2015  | Weihnachts-Filme-Special | Ralph Gunesch, Andreas Bardét, Etienne Gardé. Die RBTV Redaktion nennt ihre liebsten Weihnachts-Filme |
| 91    | 18. Dezember 2015  | Star-Wars-7-Das-Erwachen-der-Macht-Spezial | Andreas Bardét, Etienne Gardé, Dennis Heinrichs, Nils Bomhoff                                         |
| 90    | 11. Dezember 2015  | Fargo, Jessica Jones, The Revenant, Star-Wars-7-Gewinnspiel, By the Sea, Der kleine Prinz, Mistress America, Dark Places, Kill Bill 3, Star Trek 3, Tatort mit Harald Schmidt, Midnight Special, The Nice Guys, Big Friendly Giant, Tiger and Dragon 2 | Etienne Gardé, Dennis Heinrichs, Colin Gäbel                                                          |
| 89    | 4. Dezember 2015   | Weihnachtsfilme, No Escape, The Big Short, Im Rausch der Sterne, Krampus, Blacktape, Im Herzen der See, Game Of Thrones 6, Rambo – Die Serie, Predator 4, Sicario 2, Batman vs. Superman: Dawn of Justice                                              | Etienne Gardé, Dennis Heinrichs, Simon Krätschmer, Gregor Kartsios                                    |
| 88    | 27. November 2015  | Der Marsianer, Victoria, Highway to Hellas, Arlo & Spot, Ewige Jugend, The Gift, Bridge of Spies, Jessica Jones, Im Land der Raketenwürmer, Captain America 3: Civil War                                                                               | Andreas Bardét, Etienne Gardé, Dennis Heinrichs                                                       |
| 87    | 20. November 2015  | Warcraft – Der Film, Collapse, The Gift, The Diary of a Teenage Girl, Mockingjay Teil 2, Alien: Lost Paradise, Zoolander 2, Mr. Robot, Turbo Kid, The Strain, Die Unfassbaren 2, Over Your Dead Body, Very Murray Christmas                            | Etienne Gardé, Simon Krätschmer                                                                       |
| 86    | 13. November 2015  | Shia LaBeouf, Fargo, Der Prinz aus Zamunda, Steve Jobs, Scouts vs. Zombies, Irrational Man, World of Shitstorm, The Hateful Eight, Star Wars, Finding Dory, The 33, London Has Fallen, Hausaufgabe                                                     | Etienne Gardé                                                                                         |
| 85    | 6. November 2015   | Fred Carpet und Mockingjay Teil 2, James Bond 007: Spectre, TV und Film-Branche, Steven bei ZDF, 13 Hours, Das Screenshot-Quiz | Steven Gätjen, Colin Gäbel, Etienne Gardé                                                             |
| 84    | 30. Oktober 2015   | James Bond 007: Spectre, Pitch Perfect 2, That Sugar Film, Macbeth, Der letzte Wolf, Suicide Squad, The Killer, Indiana Jones 5, Stung, Cine-Maniacs-Festival, Hausaufgabe                                                                             | Daniele Rizzo, Colin Gäbel                                                                            |
| 83    | 23. Oktober 2015   | Zurück in die Zukunft – Der beste Film aller Zeiten?, The Walk, The Last Witch Hunter, Turbo Kid, A Perfect Day, Star Wars VII: Analyse von Trailer und Poster, Prequel zu „Stirb Langsam“, Skull Island, Gilmore Girls auf Netflix                    | Andreas Bardét, Etienne Gardé                                                                         |
| 82    | 16. Oktober 2015   | Neuer Star Wars Trailer, Black Mass, Geschenke, The Tribe, Crimson Peak, Hotel Transsilvanien 2, Zurück in die Zukunft – Gewinnspiel, H8ful Eight, Indiana Jones 5, Hail, Caesar!, Triple 9, Paranormal Activity – Gewinnspiel                         | Andreas Bardét, Etienne Gardé                                                                         |
| 81    | 9. Oktober 2015    | Sherlock, House, Dr. Who, Pan, Er ist wieder da, Der Marsianer, The Program, Rick & Morty, Bladerunner 2, Watchmen-Serie, Bad Boys 3 | Simon Krätschmer, Dennis Heinrichs                                                                    |
| 80    | 2. Oktober 2015    | Schnellschüsse, Alte vs. neue Star Wars Trilogie, Max, Regression, Alles steht Kopf, Sicario, Pacific Rim II, Back in Time, Paper Towns, Jurassic World, Tomorrowland, The Revenant, The X Files                                                       | Dennis Heinrichs, Gregor Kartsios, Nils Bomhoff                                                       |
| 79    | 25. September 2015 | The Visit, Vacation, The Overnight, Videocity in Frankfurt, Life, Maze Runner 2, Fan-Geschenke, The Last Witch Hunter, Star-Wars-Schock der Woche, Independence Day 2, Twin Peaks, Die Emmys, True Detective, Krampus                                  | Gregor Kartsios, Etienne Gardé                                                                        |
| 78    | 18. September 2015 | Celluleute, Wolf Pack, der letzte Film, Everest, Sinister 2, Ich und Kaminski, Trainspotting 2, Bourne, Akira, Star Wars VII, Narcos, Kill the Messenger, Das Dschungelbuch                                                                            | Philipp Jordan, Etienne Gardé                                                                         |
| 77    | 4. September 2015  | Wes Craven Spezial. Sondersendung zum Tod von Wes Craven. | Gregor Kartsios, Colin Gäbel, Etienne Gardé                                                           |
| 76    | 28. August 2015    | CinemaxX-Gewinnspiel, Quentin Tarantino teilt aus, Blade 4, xXx 3, Hitman: Agent 47, We Are Your Friends, Straight Outta Compton, Fantasy Filmfest, Turbo Kid, The Witch, Scouts vs. Zombies                                                           | Gregor Kartsios, Colin Gäbel, Simon Krätschmer                                                        |
| 75    | 25. August 2015    | Horrorfilme Spezial: Von Psycho bis Splatter | Etienne Gardé, Gregor Kartsios                                                                        |
| 74    | 21. August 2015    | Southpaw, Star-Wars-Vergnügungspark, Vacation, Selfless | Andreas Bardét, Etienne Gardé, Rockstah                                                               |
| 73    | 14. August 2015    | Straight Outta Compton – Gewinnspiel, Coconut Hero, Dating Queen, Toilet Stories, Fantastic Four Premiere, Star Wars: The Force Awakens, 2. Staffel Sense8, MUBI – Gewinnspiel                                                                         | Andreas Bardét, Etienne Gardé                                                                         |
| 72    | 7. August 2015     | Fantastic Four Gewinnspiel, Deadpool, Prometheus 2 | Andreas Bardét, Etienne Gardé. LIVE von der Gamescom 2015                                             |
| 71    | 31. Juli 2015      | Pixels Gewinnspiel, Pixels, Slow West, The Vatican Tapes, Gefühlt Mitte Zwanzig, Captain-Future-Film, Gambit-Film ohne Channing Tatum, Monster Hunt, Mubi-Gewinnspiel: Popcornmaschine, Hausaufgabe, Serien- & Trailertalk                             | Etienne Gardé, Simon Krätschmer                                                                       |
| 70    | 24. Juli 2015      | Kartoffelsalat, Ant-Man, Suicide Squad, Requiem for a Dream, Pixels und All Work All Play – Gewinnspiel, Webserie: DNA Junkies | Etienne Gardé, Dennis Heinrichs, Andreas Bardét, Kim Seidler, Anna Kumosiak                           |
| 69    | 17. Juli 2015      | Am grünen Rand der Welt, Unknown User, Amy Winehouse Dokumentation, Secret Cinema: Star Wars, Comic Con – Zusammenfassung | Andreas Bardét, Etienne Gardé, Simon Krätschmer                                                       |
| 68    | 10. Juli 2015      | Terminator: Genisys, Escobar: Paradise Lost, Entourage, Ash vs Evil Dead, Boris-Becker-Film, Twitter Challenge | Etienne Gardé                                                                                         |
| 67    | 2. Juli 2015       | Minions, Ich seh Ich seh, Insidious Chapter 3, Snowden, Die Peanuts – Der Film, Sicario | Etienne Gardé                                                                                         |
| 66    | 25. Juni 2015      | Ted 2, Die Liebe seines Lebens, Tom Holland ist Spider-Man, Lupin III Gewinnspiel, Daredevil, OITNB, True Detective | Dennis Heinrichs, Colin Gäbel, Nils Bomhoff                                                           |
| 65    | 20. Juni 2015      | Twitter Challenge, Hausaufgabe, Trailertalk | Andreas Bardét, Alwin Reifschneider, Dennis Heinrichs, Colin Gäbel                                    |
| 64    | 11. Juni 2015      | Jurassic World, Miss Bodyguard, News, Sky Sharks Gewinnspiel, Mad Max: Fury Road Besprechung | Colin Gäbel, Gregor Kartsios, Annabell                                                                |
| 63    | 4. Juni 2015       | Spy – Susan Cooper Undercover, Kind 44, News, Sky Sharks, Kung Fury, Trash und Cannes | Colin Gäbel, Marc und Carsten Fehse                                                                   |
| 62    | 28. Mai 2015       | Actionfilme Spezial #2 | Gregor Kartsios, Etienne Gardé                                                                        |
| 61    | 21. Mai 2015       | Mad Max: Fury Road, A World Beyond, San Andreas, Im Knast, Hausaufgabe: Chiko, Sky Sharks | Denis Moschitto, Etienne Gardé                                                                        |
| 60    | 14. Mai 2015       | Actionfilme Spezial #1 | Gregor Kartsios, Michael Reinke                                                                       |
| 59    | 7. Mai 2015        | Der Babadook, Hot Tub Time Machine 2, Das Versprechen eines Lebens, Hausaufgabe: GoodFellas, Colins Top Ten: Gruselfilme, Legend | Etienne Gardé, Colin Gäbel                                                                            |
| 58    | 1. Mai 2015        | Eden – Lost In Music, The Gunman, The Voices, Hausaufgabe: Hass (La Haine), Gewinnspiel: Hobbit, Gewinnspiel: Genrenale-Tour | Etienne Gardé, Andreas Bardét                                                                         |
| 57    | 23. April 2015     | Avengers: Age of Ultron, Ex Machina, Mühlheim – Texas, Hausaufgabe: Dragonslayer, Star Wars Convention, Gewinnspiel: Rurouni Kenshin | Etienne Gardé, Alwin Reifschneider, Dennis Heinrichs                                                  |
| 56    | 17. April 2015     | Run All Night, Top Five, The Pyramid – Grab des Grauens, Hausaufgabe: 5 cm per Second, Age of Ultron, True Detective Season 2 | Etienne Gardé, Andreas Bardét                                                                         |
| 55    | 9. April 2015      | Halbe Brüder, Der Kaufhaus Cop 2, Die Coopers – Schlimmer geht immer, Hausaufgabe: Strange Days, Warum ist Fast & Furious so erfolgreich? | Etienne Gardé, Andreas Bardét                                                                         |
| 54    | 2. April 2015      | Fast & Furious 7, Every Thing Will Be Fine, Mara und der Feuerbringer, Hausaufgabe: Breakfast Club, Maggie, Spectre | Etienne Gardé                                                                                         |
| 53    | 26. März 2015      | Home – Ein smektakulärer Trip, Der Nanny, Ruined Heart, HBO Go, Game of Thrones, Gewinnspiel | Etienne Gardé, Simon Krätschmer                                                                       |
| 52    | 21. März 2015      | Liebesfilme Spezial | Etienne Gardé, Gregor Kartsios                                                                        |
| 51    | 19. März 2015      | Insurgent, A Most Violent Year, Shaun – Das Schaf, Zuschauereinsendungen, Asiatisches Kino | Memo Jeftic (Celluleute), Etienne Gardé                                                               |
| 50    | 12. März 2015      | Kingsman: The Secret Service, Cinderella, Best of Kino+ | Steven Gätjen, Etienne Gardé, Andreas Bardét                                                          |
| 49    | 5. März 2015       | Still Alice, Seventh Son, Project Almanac, Focus, Chappie, News und Zuschauereinsendungen | Andreas Bardét                                                                                        |
| 48    | 26. Februar 2015   | American Sniper, Asterix im Land der Götter, Heute bin ich Samba, News, Genrenale, Gewinnspiel | Ian Budiman, Paul Andexel und Krystof Zlatnik (Genrenale-Gründer)                                     |
| 47    | 19. Februar 2015   | Whiplash, Selma, Into the Woods, Oscast Ankündigung | Keine                                                                                                 |
| 46    | 12. Februar 2015   | Straight Outta Compton, Simon the Movie-Gewinnspiel, Inherent Vice, 50 Shades of Grey, Wild Card, News | Etienne Gardé, Simon Krätschmer                                                                       |
| 45    | 5. Februar 2015    | Jupiter Ascending, The Interview, Foxcatcher, News, Tremors, Gewinnspiele, Tomorrowland, Jurassic World | Etienne Gardé, Simon Krätschmer                                                                       |
| 44    | 29. Januar 2015    | Birdman, John Wick, Da muss Mann durch, News, Gewinnspiel | Etienne Gardé, David Hain                                                                             |
| 43    | 22. Januar 2015    | The Imitation Game, Baymax, Boyhood, Die Oscar-Nominierungen, PreAct, lootchest-Gewinnspiel | Etienne Gardé, Andreas Bardét                                                                         |
| 42    | 15. Januar 2015    | Unbroken, Annie, The Gambler, Wild, News, Golden Globe Awards, Ant-Man, Mad Max: Fury Road | Etienne Gardé, Andreas Bardét                                                                         |

| Folge | Ausstrahlung       | Themen | Gäste und Sonstiges                                                               |
| ----- | ------------------ | --- | --------------------------------------------------------------------------------- |
| 41    | 31. Dezember 2014  | Jahres-Rückblick 2014 | Etienne Gardé, Andreas Bardét                                                     |
| 40    | 11. Dezember 2014  | Der Hobbit: Die Schlacht der Fünf Heere, Blue Ruin, Terminator: Genisys, San Andreas                                            | Etienne Gardé                                                                     |
| 39    | 4. Dezember 2014   | Paddington, The Drop, The Unforgiven, News, Gewinnspiel, Star Wars: The Force Awakens                                           | Etienne Gardé. Elyas M’Barek Interview.                                           |
| 38    | 27. November 2014  | Die Pinguine aus Madagascar, Der Koch, Kill the Boss 2, News, Der Hobbit – Gewinnspiel, Jurassic World                          | Etienne Gardé                                                                     |
| 37    | 20. November 2014  | The Hunger Games: Mockingjay – Part 1, Keine Gute Tat, Einer nach dem anderen, Gute Szene Schlechter Film, Ex Machina           | Andreas Bardét, Simon Krätschmer                                                  |
| 36    | 13. November 2014  | Nightcrawler, Die Mannschaft, The Force Awakens, Akira Gewinnspiel, Interstellar Spoiler Talk                                   | Andreas Bardét, Etienne Gardé                                                     |
| 35    | 6. November 2014   | Interstellar, Zombiber, Fading Gigolo, Fan-Fiction, Minions, Chappie, Furious 7                                                 | Etienne Gardé, Andreas Bardét, Dennis Heinrichs                                   |
| 34    | 30. Oktober 2014   | What we do in the Shadows, Sex on the Beach 2, Marvel Studios, Lootchest.de, Rick and Morty, Hell on Wheels                     | Nils Bomhoff, Andreas Bardét                                                      |
| 33    | 23. Oktober 2014   | Kleine Monster in Kisten und eine herzliche Fahrradtour, Fixe News, coole Serien und komische Keller                            | Etienne Gardé                                                                     |
| 32    | 16. Oktober 2014   | Ben Affleck sucht Frau und Iron Man vor dem Richter, Marvel Studios, James Bond und tote Freundinnen                            | Etienne Gardé, Andreas Bardét                                                     |
| 31    | 9. Oktober 2014    | Mörderische Puppen und dänische Cowboys, Fantastische Filme und amerikanische Scharfschützen                                    | Gregor Kartsios, Dennis Heinrichs                                                 |
| 30    | 2. Oktober 2014    | Gone Girl, Netflix, Dracula Untold, Godzilla, A Hard Day, Inherent Vice                                                         | Etienne Gardé                                                                     |
| 29    | 18. September 2014 | Istanbul United, Sin City 2: A Dame to Kill For, Nowitzki – Der perfekte Wurf, News, Netflix & Disney, Gewinnspiele             | Etienne Gardé                                                                     |
| 28    | 11. September 2014 | As Above, So Below, Maps to the Stars, Sex Tape, Street Fighter: Assassin’s Fist, Fanservice, Escobar: Paradise Lost            | Etienne Gardé, Gregor Kartsios, Dennis Heinrichs                                  |
| 27    | 4. September 2014  | In A World, The Texas Chainsaw Massacre, Hercules, Monsters: The Dark Continent, Gewinnspiele, Foxcatcher                       | Etienne Gardé                                                                     |
| 26    | 28. August 2014    | Guardians of the Galaxy, Can a Song Save Your Life?, The Hateful Eight, Fantasy Filmfest, WolfCop, Monuments Men                | Andreas Bardét                                                                    |
| 25    | 21. August 2014    | The Expendables 3, Besser als Nix, Storm Hunters, The Death of Superman Lives, Robin Williams, Maze Runner                      | Etienne Gardé, Gregor Kartsios                                                    |
| 24    | 7. August 2014     | Ein Augenblick Liebe, Step Up: All In, Planet der Affen: Revolution, Guardians of the Galaxy                                    | Etienne Gardé, Andreas Bardét                                                     |
| 23    | 31. Juli 2014      | 22 Jump Street, Jersey Boys, The Purge: Anarchy, Der Hobbit: Die Schlacht der Fünf Heere, Comic-Con Spezial, Mad Max: Fury Road | Etienne Gardé, Dennis Heinrichs, Andreas Bardét                                   |
| 22    | 24. Juli 2014      | Drachenzähmen leicht gemacht 2, The Raid 2, Wacken 3D, Birdman, The Imitation Game, Gute Szene – Schlechter Film                | Etienne Gardé, Dennis Heinrichs                                                   |
| 21    | 17. Juli 2014      | The King of Pigs, Wie der Wind sich hebt, Wir sind die Neuen, Starred Up, Wild, Jodorowsky’s Dune                               | Etienne Gardé, Gregor Kartsios                                                    |
| 20    | 10. Juli 2014      | Die Karte meiner Träume, The Signal, Wara No Tate, Reach Me, Gone Girl, Exodus                                                  | Etienne Gardé                                                                     |
| 19    | 3. Juli 2014       | Große Jungs, Die Mamba und mehr, Transformers 4                                                                                 | Moviepilot-Redakteure (Leonie, Mario und Tommaso)                                 |
| 18    | 26. Juni 2014      | Locke, Star Wars News, The Expendables 3, Video Games: The Movie, The Judge, Game of Thrones                                    | Andreas Bardét, Gregor Kartsios                                                   |
| 17    | 12. Juni 2014      | Kings of Summer, The Interview, Dumb and Dumber To, Filme und Fußball                                                           | Etienne Gardé                                                                     |
| 16    | 5. Juni 2014       | Brick Mansions, Godzilla Gewinnspiel, Big Hero 6, The Raid 2, Star Wars Episode VII, Edge of Tomorrow                           | Etienne Gardé, Andreas Bardét. Simon Krätschmer überrascht mit einer Schulklasse. |
| 15    | 29. Mai 2014       | Edge of Tomorrow, A Million Ways to Die in the West, Ant-Man                                                                    | Etienne Gardé                                                                     |
| 14    | 22. Mai 2014       | Enemy, Zeit der Kannibalen, X-Men, Interstellar                                                                                 | Simon Krätschmer                                                                  |
| 13    | 15. Mai 2014       | Grace of Monaco, Stereo, Godzilla                                                                                               | Andreas Bardét, Dennis Heinrichs                                                  |
| 12    | 8. Mai 2014        | Bad Neighbors, 3 Days to Kill, The Battery, Girls                                                                               | Etienne Gardé                                                                     |
| 11    | 1. Mai 2014        | Fruitvale Station, Star Wars: Episode VII, Jackie Chan                                                                          | Gregor Kartsios                                                                   |
| 10    | 24. April 2014     | 20 Feet from Stardom, Ride Along, Die Goonies, Stephen Kings Es                                                                 | Andreas Bardét                                                                    |
| 9     | 17. April 2014     | The Amazing Spider-Man 2, Starship Troopers, Das schwarze Loch                                                                  | Etienne Gardé                                                                     |
| 8     | 10. April 2014     | The LEGO Movie, Game of Thrones, The Expendables 3                                                                              | Etienne Gardé                                                                     |
| 7     | 3. April 2014      | Rio 2, Noah, Out of the Furnace, Hercules                                                                                       | Gregor Kartsios                                                                   |
| 6     | 27. März 2014      | Captain America: The Winter Soldier, HER, X-Men: Days of Future Past                                                            | Etienne Gardé                                                                     |
| 5     | 20. März 2014      | Lone Survivor, Almost Human, Monsters                                                                                           | Dennis Heinrichs                                                                  |
| 4     | 13. März 2014      | Non-Stop, Sin City 2: A Dame to Kill For, Attack on Titan                                                                       | Etienne Gardé                                                                     |
| 3     | 6. März 2014       | Saving Mr. Banks, 300: Rise of an Empire, Grand Budapest Hotel                                                                  | Etienne Gardé                                                                     |
| 2     | 21. Februar 2014   | Nymphomaniac, Oldboy, Guardians of the Galaxy                                                                                   | Etienne Gardé                                                                     |
| 1     | 14. Februar 2014   | Dallas Buyers Club, The Wolf of Wall Street, Sabotage                                                                           | Etienne Gardé                                                                     |

| Folgen | Ausstrahlung       | Themen                                                                             | Gäste und Sonstiges                                                                            |
| ------ | ------------------ | ---------------------------------------------------------------------------------- | ---------------------------------------------------------------------------------------------- |
| 29     | 1. Oktober 2023    | New Hollywood                                                                      | Etienne Gardé, Wolfgang M. Schmitt, Memo Jeftic                                                |
| 28     | 19. Mai 2023       | Diese Filme verdienen unserer Meinung nach mehr Aufmerksamkeit                     | Etienne Gardé, Andreas Bardét                                                                  |
| 27     | 20. April 2023     | Hongkong-Filme, Katastrophen-Serien uvm. – Filme abseits der aktuellen Kinostarts  | Etienne Gardé, Andreas Bardét                                                                  |
| 26     | 29. Mai 2021       | Resident Evil: Die Horrorfilm-Inspirationen der letzten Spiele                     | Wolf Speer, Gregor Kartsios                                                                    |
| 25     | 13. Mai 2021       | Langweilige Filme                                                                  | Philine Brosch, Antje Wessels im Studio, Dominik Porschen per Liveschaltung                    |
| 24     | 20. April 2021     | Eure Kritiken zu den SHIVERS-Filmen + Filmemacher im Gespräch                      | Matthias Rosenkranz, Philine Brosch                                                            |
| 23     | 19. April 2021     | Unser SHIVERS Film Festival Online ist gestartet! Alle Filme & Infos               | Shawn Bu, André Hecker, Memo Jeftic                                                            |
| 22     | 7. Januar 2021     | Verstörende Filme                                                                  | Tino Hahn, André Heckler, Colin Gäbel                                                          |
| 21     | 15. Oktober 2020   | Community-Einsendungen                                                             | Etienne Gardé, Antje Wessels, Alwin Reifschneider                                              |
| 20     | 25. März 2020      | Disney+                                                                            | Etienne Gardé, Dennis Heinrichs                                                                |
| 19     | 5. März 2020       | Das persönliche Spezial                                                            | Etienne Gardé, Antje Wessels, Wolfgang M. Schmitt                                              |
| 18     | 28. Dezember 2019  | Jahresrückblick 2019                                                               | Andreas Bardét, Etienne Gardé, Steven Gätjen, Antje Wessels                                    |
| 17     | 2. Dezember 2019   | Festival-Genre-Gulasch                                                             | Gregor Kartsios, Tino Hahn, Antje Wessels                                                      |
| 16     | 26. Oktober 2019   | Horrorfilme                                                                        | Gregor Kartsios, Wolf Speer, Andreas Bardét                                                    |
| 15     | 16. Oktober 2019   | Death Stranding, Hideo Kojima & Nicolas Winding Refn auf dem Film Festival Cologne | Etienne Gardé, Gregor Kartsios, Sandro Kreitlow (ohne Daniel Schröckert)                       |
| 14     | 28. September 2019 | Asia-Kino                                                                          | Etienne Gardé, Tino Hahn, Memo Jeftic                                                          |
| 13     | 31. August 2019    | Genre-Gulasch zum Fantasy Filmfest                                                 | Tino Hahn, André Hecker, Antje Wessels                                                         |
| 12     | 27. Juli 2019      | 25 Jahre Arthaus-Filme #2                                                          | Tino Hahn, Wolfgang M. Schmitt, Antje Wessels                                                  |
| 11     | 29. Juni 2019      | Keanu Reeves und 20 Jahre Matrix                                                   | Wolfgang M. Schmitt, Antje Wessels, Arne Ruddat, Alexander Waschkau                            |
| 10     | 25. Mai 2019       | 25 Jahre Arthaus-Filme                                                             | Tino Hahn, Wolfgang M. Schmitt, Antje Wessels                                                  |
| 9      | 4. Mai 2019        | Trash-Filme                                                                        | Etienne Gardé, Brüder Thilo und Simon Gosejohann                                               |
| 8      | 6. April 2019      | Remakes & Reboots – Die Guten, die Furchtbaren & ihre Ursprünge                    | Antje Wessels, Andreas Bardét, Wolf Speer                                                      |
| 7      | 23. Februar 2019   | Genre-Gulasch                                                                      | Regisseur Adolfo Kolmerer, Antje Wessels, Tino Hahn                                            |
| 6      | 26. Januar 2019    | Animationsfilme                                                                    | Etienne Gardé, Andreas Bardét                                                                  |
| 5      | 22. Dezember 2018  | Festival-Sommer und Genre-Gulasch                                                  | Antje Wessels, Tino Hahn, André Hecker                                                         |
| 4      | 20. Oktober 2018   | Blockbuster-Filme                                                                  | Hennes Bender, Wolfgang M. Schmitt, Dennis Heinrichs                                           |
| 3      | 7. Juli 2018       | Jackie-Chan-Filme                                                                  | Etienne Gardé, Gregor Kartsios, Simon Krätschmer,                                              |
| 2      | 2. Juni 2016       | Science-Fiction-Filme                                                              | Gregor Kartsios, Simon Krätschmer, Michael Reinke                                              |
| 1      | 31. Oktober 2015   | Endzeit-Filme                                                                      | Etienne Gardé, Gregor Kartsios, Simon Krätschmer, Michael Reinke. Fallout 24h-Event, Vault404. |

| Folgen    | Ausstrahlung      | Themen                    | Gäste und Sonstiges |
| --------- | ----------------- | ------------------------- | --- |
| 13 (#313) | 27. August 2020   | Tenet                     | Andreas Bardét, Antje Wessels, Etienne Gardé                                                                                                  |
| 12 (#272) | 10. Oktober 2019  | Joker-Spezial             | Etienne Gardé, Antje Wessels, Andreas Bardét, Simon Krätschmer                                                                                |
| 11 (#210) | 29. Juni 2018     | Scene It Box Office Smash | Andreas Bardét, Simon Krätschmer |
| 10 (#176) | 19. Oktober 2017  | Kriegs-Filme              | Etienne Gardé, Andreas Bardét |
| 9 (#171)  | 7. September 2017 | Film-Bösewichte           | Colin Gäbel, Wolf Speer, Gregor Kartsios |
| 8 (#160)  | 25. Mai 2017      | Kult-Filme                | Andreas Bardét, Wolf Speer |
| 7 (#116)  | 23. Juni 2016     | Lieblings-Filme           | Andreas Bardét, Gunnar Krupp, Gregor Kartsios, Florian, Alwin Reifschneider, Dennis Heinrichs, Andreas Lynch, Walter, Gino, Lars Erik Paulsen |
| 6 (#92)   | 24. Dezember 2015 | Weihnachts-Filme          | Ralph Gunesch, Andreas Bardét, Etienne Gardé. Die RBTV Redaktion nennt ihre liebsten Weihnachts-Filme.                                        |
| 5 (#77)   | 4. September 2015 | Wes-Craven-Filme          | Gregor Kartsios, Colin Gäbel, Etienne Gardé                                                                                                   |
| 4 (#75)   | 25. August 2015   | Horror-Filme              | Etienne Gardé, Gregor Kartsios |
| 3 (#62)   | 28. Mai 2015      | Action-Filme 2            | Gregor Kartsios, Etienne Gardé |
| 2 (#60)   | 14. Mai 2015      | Action-Filme              | Gregor Kartsios, Michael Reinke |
| 1 (#52)   | 21. März 2015     | Liebes-Filme              | Etienne Gardé, Gregor Kartsios |

| Folgen | Ausstrahlung       | Themen                                                                                             | Gäste und Sonstiges |
| ------ | ------------------ | -------------------------------------------------------------------------------------------------- | --- |
|        |                    | Reguläre Sendungen                                                                                 | Viele frühe Interviews wurden in den regulären Sendungen gezeigt, entweder als Einspieler, oder mit den Gästen im Studio. |
| 38     | 31. Juli 2021      | Interview: Vom Kultfilm Bang Boom Bang bis Vampir-Horror in Blood Red Sky                          | Daniel Schröckert und Sandro mit Peter Thorwarth                                                                          |
| 37     | 20. Juni 2021      | Interview: Loki: Vom Bösewicht zum Antiheld – zum Held?                                            | Sandro mit Kate Herron und Michael Waldron                                                                                |
| 36     | 8. Mai 2021        | Interview: Alles für die Reichweite – SPREE                                                        | Daniel Schröckert mit Eugene Kotlyarenko                                                                                  |
| 35     | 28. März 2021      | Interview: „Die Bösen werden zu Helden“ – The Falcon and the Winter Soldier                        | Dominik Hammes, Kari Skogland, Malcolm Spellman                                                                           |
| 34     | 19. Februar 2021   | Interview: Wonder Woman 1984: Unser Gespräch mit Gal Gadot & Patty Jenkins                         | Steven Gätjen und Daniel Schröckert mit Gal Gadot und Patty Jenkins                                                       |
| 33     | 26. November 2020  | Auf einen Drink mit Özgür Yildirim                                                                 | Antje Wessels und Daniel Schröckert mit Özgür Yildirim                                                                    |
| 32     | 24. Oktober 2020   | Auf einen Drink mit Kino+ Im CORTEX-Talk                                                           | Antje Wessels, Daniel Schröckert, Etienne, Moritz Bleibtreu und Jannis Niewöhner                                          |
| 31     | 26. September 2020 | Auf einen Drink mit Kino+ – Pelikanblut – Unser Gespräch mit Regisseurin Katrin Gebbe              | Antje Wessels und Daniel Schröckert mit Katrin Gebbe                                                                      |
| 30     | 12. September 2020 | Faking Bullshit – Im Gespräch mit Alexander Schubert & Erkan Acar                                  | Antje Wessels und Daniel Schröckert mit Alexander Schubert und Erkan Acar                                                 |
| 29     | 28. Juni 2020      | Auf einen Drink mit Kino+ – Im Gespräch mit Stefan Ciupek (Guns Akimbo)                            | Antje Wessels und Daniel Schröckert mit Stefan Ciupek                                                                     |
| 28     | 26. April 2020     | Auf einen Drink mit Kino+ – Im Gespräch mit Dennis Gansel (Regisseur von Die Welle)                | Antje Wessels und Daniel Schröckert mit Dennis Gansel (per Video zugeschaltet)                                            |
| 27     | 15. März 2020      | Auf einen Drink mit Kino+ – Im Gespräch mit Simon Jäger (Jason Bourne) & David Nathan (Batman)     | Daniel Schröckert und Tino Hahn mit Simon Jäger und David Nathan                                                          |
| 26     | 16. Februar 2020   | Auf einen Drink mit Kino+ – Im Gespräch mit Simon Verhoeven – Nightlife                            | Antje Wessels und Daniel Schröckert mit Simon Verhoeven                                                                   |
| 25     | 24. Januar 2020    | 1917 – Interview mit Regisseur Sam Mendes, George MacKay & Dean-Charles Chapman                    | Antje Wessels interviewt                                                                                                  |
| 24     | 16. November 2019  | Doctor Sleeps Erwachen – Interview mit Regisseur Mike Flanagan & Produzent Trevor Macy             | Dominik Hammes interviewt Mike Flanagan, Trevor Macy                                                                      |
| 24     | 16. November 2019  | Last Christmas – Interview mit Emilia Clarke und Regisseur Paul Feig                               | Antje Wessels interviewt Emilia Clarke und Paul Feig                                                                      |
| 23     | 18. Oktober 2019   | Interview mit Regisseur Nicolas Winding Refn                                                       | Daniel Schröckert und Shawn Bu interviewen Nicolas Winding Refn                                                           |
| 22     | 8. Oktober 2019    | Auf einen Drink mit Kino+, Im Gespräch mit Erkan Acar & Sahin Eryilmaz – Ronny & Klaid             | Erkan Acar, Sahin Eryilmaz                                                                                                |
| 21     | 3. Oktober 2019    | Gemini Man – Interview mit Jerry Bruckheimer und Ang Lee                                           | Jerry Bruckheimer, Ang Lee                                                                                                |
| 20     | 22. August 2019    | Auf einen Drink mit Kino+, Stuber                                                                  | Rick Kavanian |
| 19     | 15. August 2019    | A Toy Story: Alles hört auf kein Kommando                                                          | Michael Bully Herbig: Interviewt von Antje Wessels.                                                                       |
| 18     | 29. Juli 2019      | Im Gespräch mit Erik Schmitt – Regisseur von Cleo                                                  | Erik Schmitt: Interviewt von Antje Wessels und Daniel Schröckert. (Auf einen Drink mit Kino+)                             |
| 17     | 15. Juli 2019      | Auf einen (Soft)Drink mit Kino+...                                                                 | Fahri Yardım und Frederick Lau                                                                                            |
| 16     | 13. Juli 2019      | Mit der „Traumfabrik“-Crew über die Lage des deutschen Films                                       | Regisseur Martin Schreier, Drehbuchautor Arend Remmers und Filmproduzent Sebastian Frune. (Auf einen Drink mit Kino+)     |
| 15     | 2. Juni 2019       | Aladdin – Interview mit Oscarpreisträger Alan Menken                                               | Alan Menken: Interviewt von Antje Wessels.                                                                                |
| 14     | 1. Juni 2019       | Infos zu Godzilla 2, Tour durch die Godzilla-Studios & Japans bekannte Drehorte                    | Schauspieler Interviews                                                                                                   |
| 13     | 31. Mai 2019       | Im Gespräch mit Sebastian Schipper – Regisseur von „Roads“                                         | Sebastian Schipper: Interviewt von Antje Wessels. (Auf einen Drink mit Kino+)                                             |
| 12     | 28. Mai 2019       | John Wick: Kapitel 3 – Interview mit Regisseur und Stuntkoordinator                                | Chad Stahelski, Antje Wessels, Daniel Schröckert                                                                          |
| 11     | 11. Mai 2019       | Infos zu Meisterdetektiv Pikachu & Sushi – Kino+ unterwegs in Japan                                | Ryan Reynolds |
| 10     | 20. April 2019     | Der Fall Collini – Interview mit Elyas M’Barek & Marco Kreuzpaintner                               | Marco Kreuzpaintner und sein Hauptdarsteller Elyas M’Barek                                                                |
| 9      | 4. April 2019      | Die Goldfische. Interview mit Alireza Golafshan.                                                   | Alireza Golafshan, Antje Wessels, Daniel Schröckert. (Auf einen Drink mit Kino+)                                          |
| 8      | 21. Dezember 2018  | Aquaman                                                                                            | Jason Momoa und James Wan                                                                                                 |
| 7      | 4. November 2018   | 25 km/h: Ping Pong Interview                                                                       | Bjarne Mädel und Markus Goller                                                                                            |
| 6      | 10. April 2018     | 30 Minuten mit Steven Spielberg & Ernest Cline – Über die 80er, digitale Welten & Ready Player One | Steven Spielberg, Steven Gätjen, Hennes Bender, Daniel Schröckert, Ernest Cline, Gerry Streberg                           |
| 5      | 27. Juli 2017      | Dunkirk auf 70 mm: So bereitet das Savoy Filmtheater Hamburg die Spezialfassung vor.               | Etienne Gardé und Daniel Schröckert im Savoy Kino Hamburg                                                                 |
| 4      | 28. Januar 2017    | Lommbock – Am Set der Lammbock-Fortsetzung                                                         | Daniel Schröckert am Set mit Moritz Bleibtreu                                                                             |
| 3      | 20. Januar 2017    | One Piece Gold                                                                                     | Interviews mit den Synchronsprechern                                                                                      |
| 2      | 18. März 2016      | Der Spion und sein Bruder                                                                          | Sacha Baron Cohen |
| 1      | 30. Dezember 2015  | Star Wars VII Synchronsprecher                                                                     | Hans-Georg Panczak, Wolfgang Pampel, Susanna Bonaséwicz                                                                   |

| Folgen | Ausstrahlung     | Themen                                                | Gäste und Sonstiges                                                                                    |
| ------ | ---------------- | ----------------------------------------------------- | --- |
| 17     | 13. Juli 2016    | Game of Thrones Staffel 6 Recap                       | Alwin Reifschneider, Felix Böhme, Tobi                                                                 |
| 16     | 28. Februar 2016 | Oscast – Die Oscarverleihung 2016 mit Rocket Beans TV | Etienne Gardé, Dennis Heinrichs, Gregor Kartsios, Steven Gätjen, Anne, Andreas Bardét                  |
| 15     | 14. Januar 2016  | Oscars 2016 – Die Nominierungen                       | Etienne Gardé                                                                                          |
| 14     | 26. Juli 2015    | Game of Thrones Staffel 5 Recap                       | Etienne Gardé, Nils Bomhoff, Colin Gäbel, Felix Böhme (Serienjunkie.de), Annabell Klindzan, Tim Heinke |
| 13     | 17. Juni 2015    | Game of Thrones Talkrunde E10 S05                     | Annabell Klindzan, Alwin Reifschneider                                                                 |
| 12     | 10. Juni 2015    | Game of Thrones Talkrunde E09 S05                     | |
| 11     | 4. Juni 2015     | Game of Thrones Talkrunde E08 S05                     | Etienne Gardé u. a.                                                                                    |
| 10     | 4. Juni 2015     | Game of Thrones Talkrunde E07 S05                     | Etienne Gardé u. a.                                                                                    |
| 9      | 20. Mai 2015     | Game of Thrones Talkrunde E06 S05                     | Etienne Gardé u. a.                                                                                    |
| 8      | 16. Mai 2015     | Game of Thrones Talkrunde E05 S05                     | |
| 7      | 14. Mai 2015     | Community Einsendungen #3                             | Etienne Gardé                                                                                          |
| 6      | 14. Mai 2015     | Game of Thrones Talkrunde E04 S05                     | |
| 5      | 5. Mai 2015      | Game of Thrones Talkrunde E03 S05                     | Simon Krätschmer u. a.                                                                                 |
| 4      | 25. April 2015   | Community Einsendungen #2                             | Etienne Gardé                                                                                          |
| 3      | 24. April 2015   | Game of Thrones Talkrunde E02 S05                     | Etienne Gardé u. a.                                                                                    |
| 2      | 15. April 2015   | Game of Thrones Talkrunde E01 S05                     | Etienne Gardé u. a.                                                                                    |
| 1      | 14. April 2015   | Community Einsendungen                                | Etienne Gardé. Die Moderatoren öffnen Fan-Post.                                                        |

| Folgen                 | Ausstrahlung       | Themen                                            | Gäste und Sonstiges                                                   |
| ---------------------- | ------------------ | ------------------------------------------------- | --------------------------------------------------------------------- |
| 28 (Almost Daily #267) | 11. Dezember 2016  | Serien                                            | Etienne Gardé, Daniel Schröckert, Simon Krätschmer, Donnie O’Sullivan |
| 27 (Almost Daily #246) | 24. Juli 2016      | Serien                                            | Florentin Will, Daniel Schröckert, Simon Krätschmer, Sofia Kats       |
| 26 (Almost Daily #238) | 22. Mai 2016       | Amerikanische Comedy                              | Etienne Gardé, Lars Paulsen, Florentin Will                           |
| 25 (Almost Daily #145) | 22. März 2015      | Anime #3 – One Piece, Death Note, Attack on Titan | Alwin Reifschneider, Simon Krätschmer, Ian                            |
| 24 (Almost Daily #98)  | 5. August 2014     | Arbeiten mit Filmen (feat. Moviepilot)            | Daniel Schröckert, Etienne Gardé                                      |
| 23 (Almost Daily #69)  | 19. Februar 2014   | Filme 2014 Part2                                  | Daniel Schröckert, Dennis Heinrichs                                   |
| 22 (Almost Daily #68)  | 12. Februar 2014   | Filme 2014 Part1                                  | Daniel Schröckert, Dennis Heinrichs                                   |
| 21 (Almost Daily #67)  | 8. Februar 2014    | Videothekenkultur                                 | Etienne Gardé, Gregor Kartsios, Dennis Heinrichs, Daniel Schröckert   |
| 20 (Almost Daily #63)  | 13. Dezember 2013  | Der Hobbit – Smaugs Einöde                        | Daniel Schröckert, Dennis Heinrichs, Nils Bomhoff                     |
| 19 (Almost Daily #62)  | 22. November 2013  | Lieblingsfilme 2013                               | Daniel Schröckert, Dennis Heinrichs, Etienne Gardé                    |
| 18 (Almost Daily #58)  | 1. November 2013   | Die erfolgreichsten Filme 2013 Part 2             | Daniel Schröckert, Dennis Heinrichs                                   |
| 17 (Almost Daily #56)  | 25. Oktober 2013   | Doctor Who                                        | Nils Bomhoff, Simon Krätschmer, Uke Bosse, Annabell Klindzan          |
| 16 (Almost Daily #54)  | 21. Oktober 2013   | Die erfolgreichsten Filme 2013 Part1              | Daniel Schröckert, Dennis Heinrichs                                   |
| 15 (Almost Daily #53)  | 4. Oktober 2013    | Remakes #3                                        | Daniel Schröckert, Dennis Heinrichs                                   |
| 14 (Almost Daily #51)  | 8. September 2013  | Serien #2 (Re-Upload)                             | Dennis Heinrichs, Budi                                                |
| 13 (Almost Daily #50)  | 25. September 2013 | Remakes #2                                        | Daniel Schröckert, Dennis Heinrichs                                   |
| 12 (Almost Daily #47)  | 11. September 2013 | Remakes                                           | Daniel Schröckert, Dennis Heinrichs                                   |
| 11 (Almost Daily #39)  | 14. August 2013    | Serien                                            | Etienne Gardé, Gregor Kartsios, Nils Bomhoff, Daniel Schröckert       |
| 10 (Almost Daily #37)  | 9. August 2013     | Hörspiele                                         | Etienne Gardé, Daniel Schröckert, Nils Bomhoff, Dennis Heinrichs      |
| 9 (Almost Daily #30)   | 20. Juli 2013      | Pacific Rim                                       | Etienne Gardé, Daniel Schröckert, Nils Bomhoff, Simon Krätschmer      |
| 8 (Almost Daily #21)   | 19. Juni 2013      | Superman – Man of Steel                           | Daniel Schröckert, Nils Bomhoff, Dennis Heinrichs                     |
| 7 (Almost Daily #15)   | 21. Mai 2013       | Star Trek vs. Star Wars                           | Etienne Gardé, Gregor Kartsios, Nils Bomhoff, Simon Krätschmer        |
| 6 (Almost Daily #14)   | 18. Januar 2013    | DJANGO UNCHAINED                                  | Etienne Gardé, Daniel Schröckert, Nils Bomhoff, Simon Krätschmer      |
| 5 (Almost Daily #10)   | 19. Dezember 2012  | ANIME II                                          | Gregor Kartsios, Ian                                                  |
| 4 (Almost Daily #9)    | 12. Dezember 2012  | DER HOBBIT – Peter Jackson’s bester Film?         | Etienne Gardé, Daniel Schröckert, Nils Bomhoff, Simon Krätschmer      |
| 3 (Almost Daily #6)    | 13. November 2012  | ANIME – Stilles Asien, schrille Animes!           | Daniel Schröckert, Daniel Budiman, Widrian Budiman (Ian)              |
| 2 (Almost Daily #4)    | 9. November 2012   | DISNEY WARS Disney owned Star Wars                | Etienne Gardé, Gregor Kartsios, Nils Bomhoff, Simon Krätschmer        |
| 1 (Almost Daily #3)    | 5. Oktober 2012    | WEBSERIEN Halo, Star Trek                         | Etienne Gardé, Simon Krätschmer                                       |